# Citroën Berlingo
Citroën Berlingo ((укр.) Сітроен Берлінґо) — компактний фургон, який представляє французький автовиробник Citroën з 1996 року.

## Перше покоління (M49; 1996—2010)
Дебют Berlingo (М49) відбувся в 1996 році, він набув великої популярності у багатьох країнах і вже в 1997 році був визнаний найкращим фургоном у Європі.
Виходу серійного вена в 1996 році передувало тріо шоу-карів, в яких було використано назву Berlingo. На Паризькому автошоу були показані концептуальний хетч Berlingo Berline Bulle (провісник Сітроена C3), пляжний серфінг-кар Berlingo Coupé de Plage з дизайном від ательє Bertone і, власне кажучи, Berlingo Grand Large Concept, який ліг в основу конвеєрного «каблучка».
Berlingo, який випускався на заводі в місті Віго (Іспанія) являє собою результат плідної співпраці Citroen і Peugeot. Багатофункціональний автомобіль-комбі, який важко зарахувати до якогось певного класу: для звичайного компактного лімузина занадто високий, для автофургона занадто малий, для малолітражного автомобіля занадто великий.

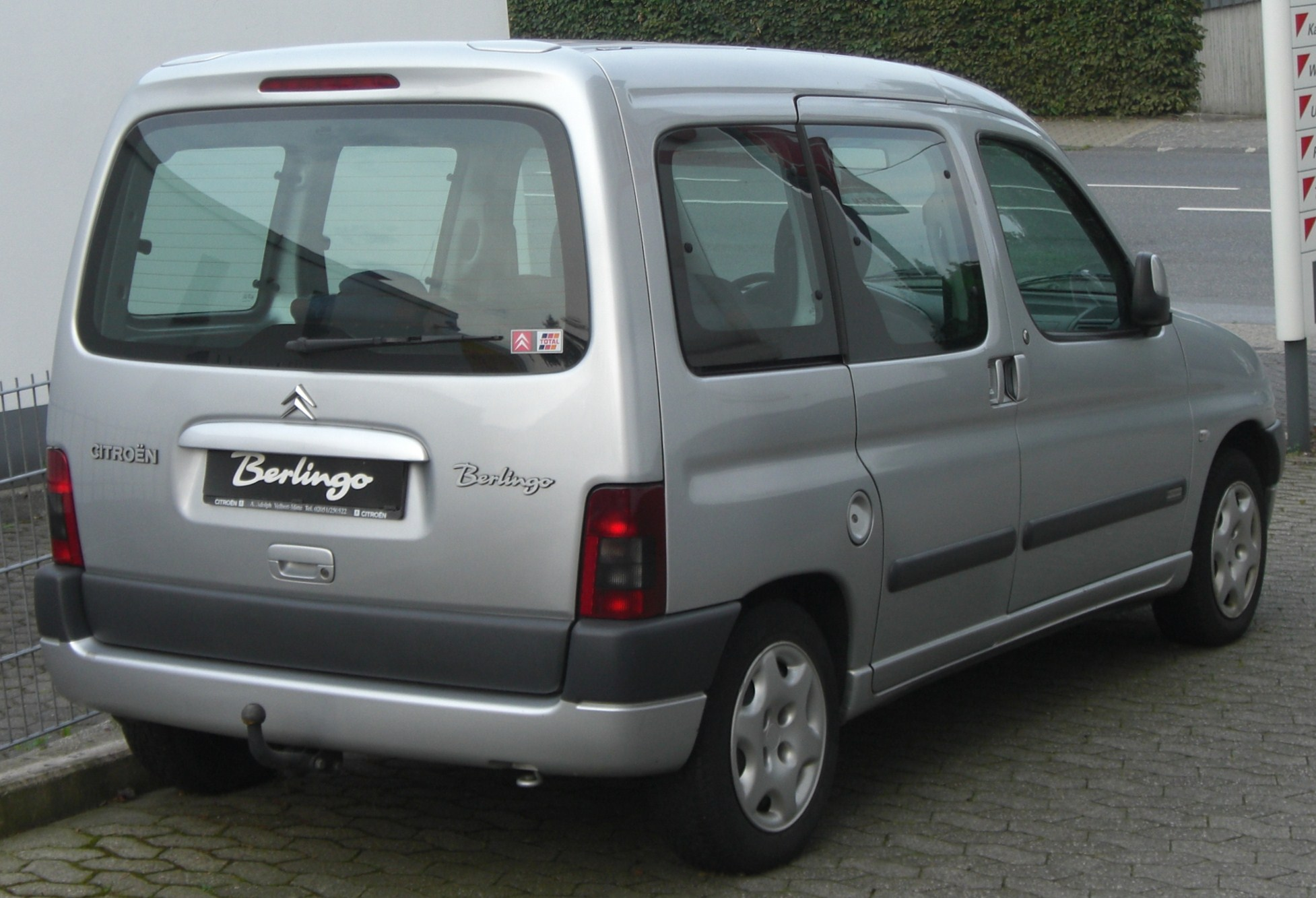
Пасажирський Citroën Berlingo I (М49) (1996-2002)
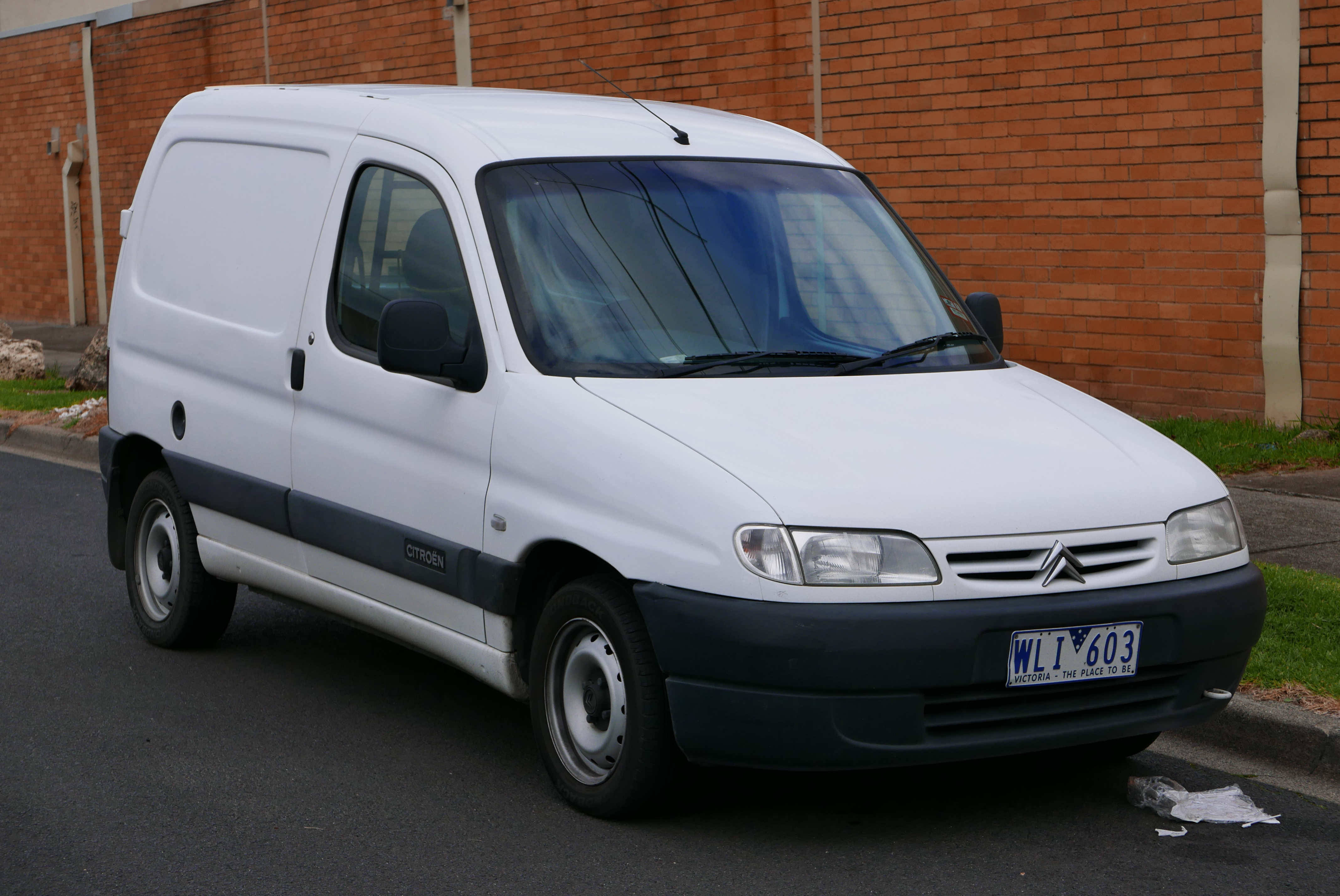
Фургон Citroën Berlingo I (М49) (1996-2002)
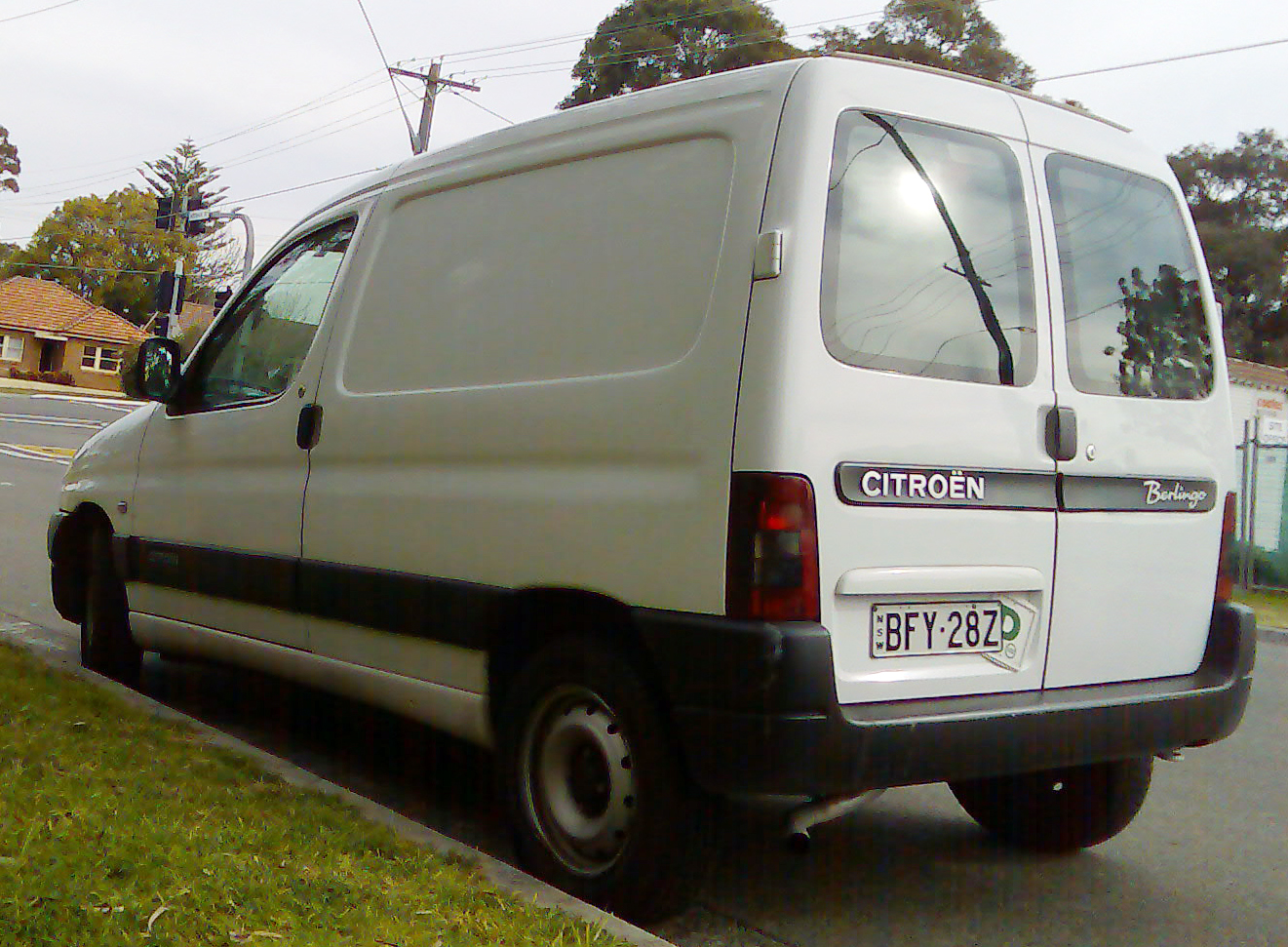
Фургон Citroën Berlingo I (М49) (1996-2002)

Модель має два типи кузова: з широкими задніми відкидними дверима і з розпашними дверима. Помірні габарити автомобіля (довжина 4,11 м, ширина 1,72 м) позитивно позначаються на маневреності.
При складених задніх сидіннях корисний об'єм багажного відділення становить 3 м³.
Berlingo — універсальний транспортний засіб, який однаково добре підходить як для відпочинку, так і для роботи. У залежності від цільового призначення Berlingo комплектується відповідними двигунами. На вибір є по два карбюраторних (об'ємом 1,1 і 1,8 л) і дизельних (1,8 і 2,0) двигуна потужністю 60 і 75 к.с.
Комфорт і стійкість на дорозі забезпечують передня і задня незалежні підвіски з двома стабілізаторами поперечної стійкості.
На автомобілі встановлені потужні й одночасно м'які гальма, які при бажанні клієнта можуть забезпечуватися системою ABS.
На бортовий комп'ютер надходить вся необхідна інформація: попередження про перебільшення швидкості, величина пробігу, що залишилася до моменту проходження найближчого техобслуговування, автоматичне включення очисника заднього скла при задньому ході (якщо працюють передні склоочисники) і ін.
У стандарті всіх версій — підігрів дзеркал заднього виду, омивач і коректор фар, гідропідсилювач керма, регулювання керма по висоті, підігрів передніх сидінь, іммобілайзер, кондиціонер, подушка безпеки водія і т. д.
Висока посадка забезпечує відмінну оглядовість з місця водія.
Крім базової пасажирської версії або фургона випускалася також люксова версія Multispace, особливістю якої, крім великої кількість різних ємностей, які можна знайти в автомобілі всюди, навіть в таких несподіваних місцях, як стеля , можливість мати або додаткові прозорі секції на даху, або повністю зсувний дах.

### Рестайлінг 2002
Оновлення моделі відбулося в 2002 році. Перед фахівцями Citroen стояло складне завдання — поліпшити автомобіль, який за сім років випуску не втратив своєї актуальності. Тому конструктивно оновлений Citroen Berlingo (кузов M59) практично залишився тим самим. Він не отримав повного приводу і новомодних позашляхових модифікацій. Гамма силових агрегатів також залишилася колишньою: бензинові 1,4 л/75 к.с. і 1,6 л/110 к.с. двигуни і два турбодизеля об'ємом 1,8 і 2,0 літра. Існує ще і модифікація з 1,1 л двигуном. 

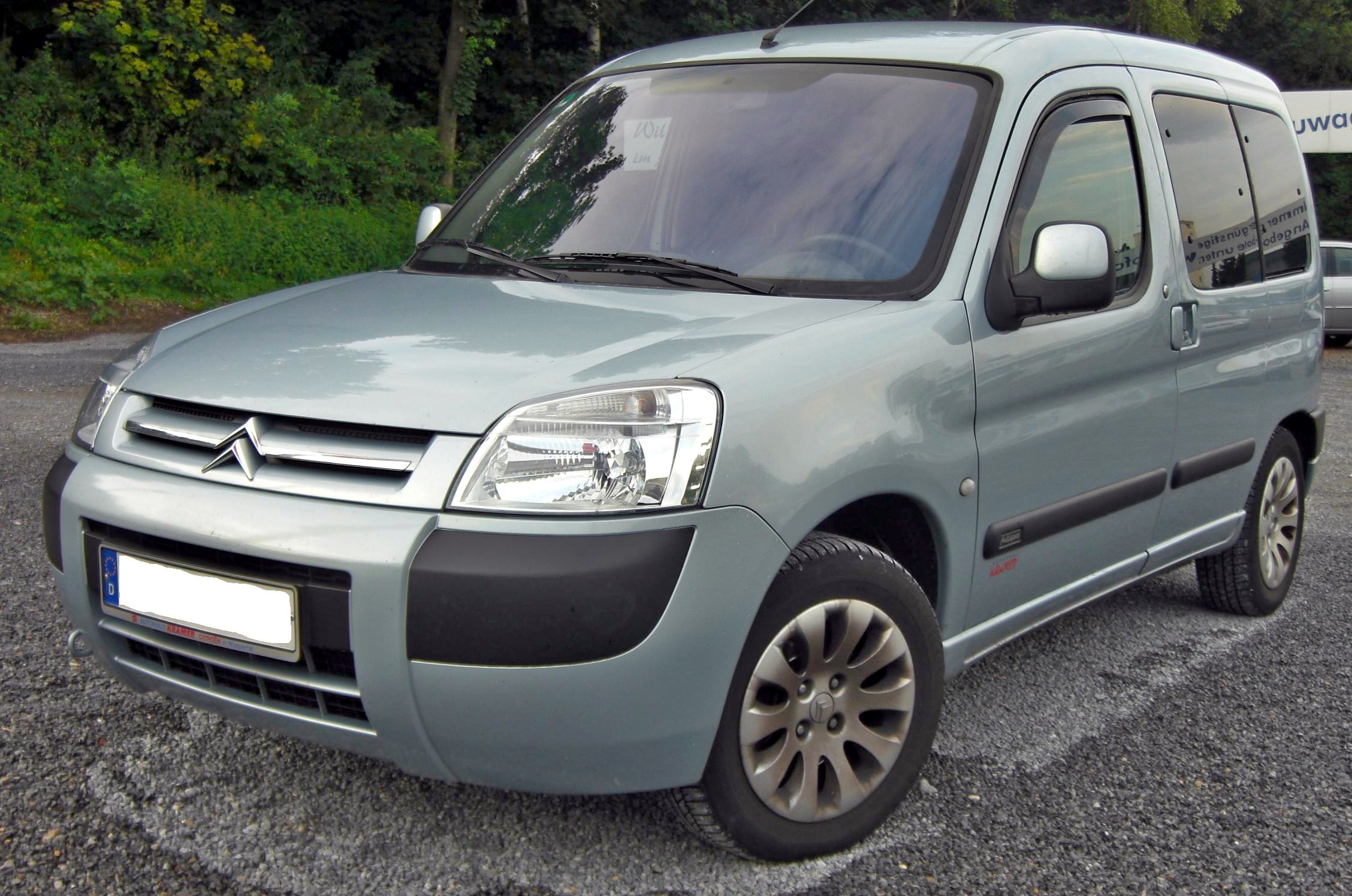
Пасажирський Citroën Berlingo I (M59) (2002-2005)
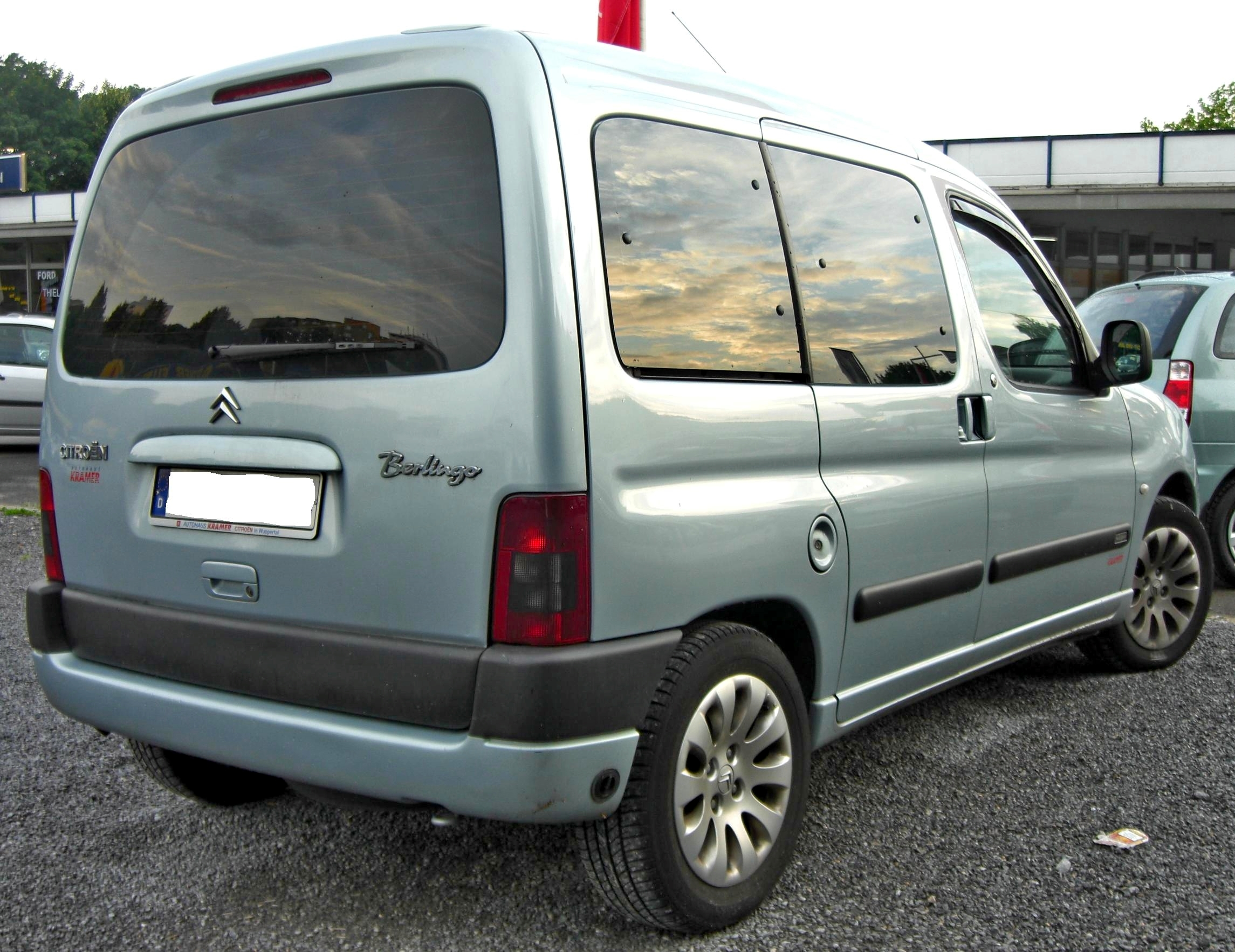
Пасажирський Citroën Berlingo I (M59) (2002-2005)
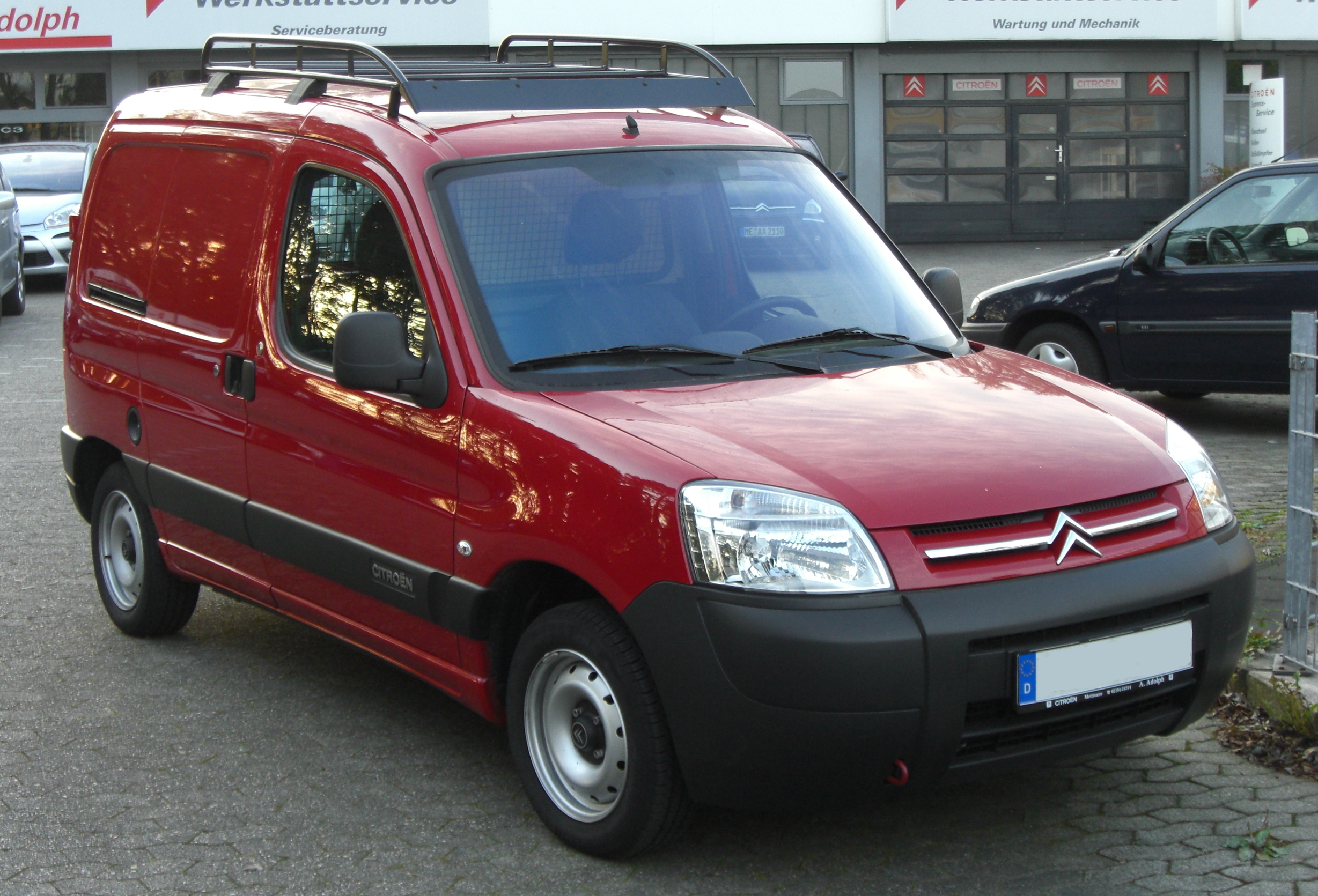
Фургон Citroën Berlingo I (M59) (2002–2010)
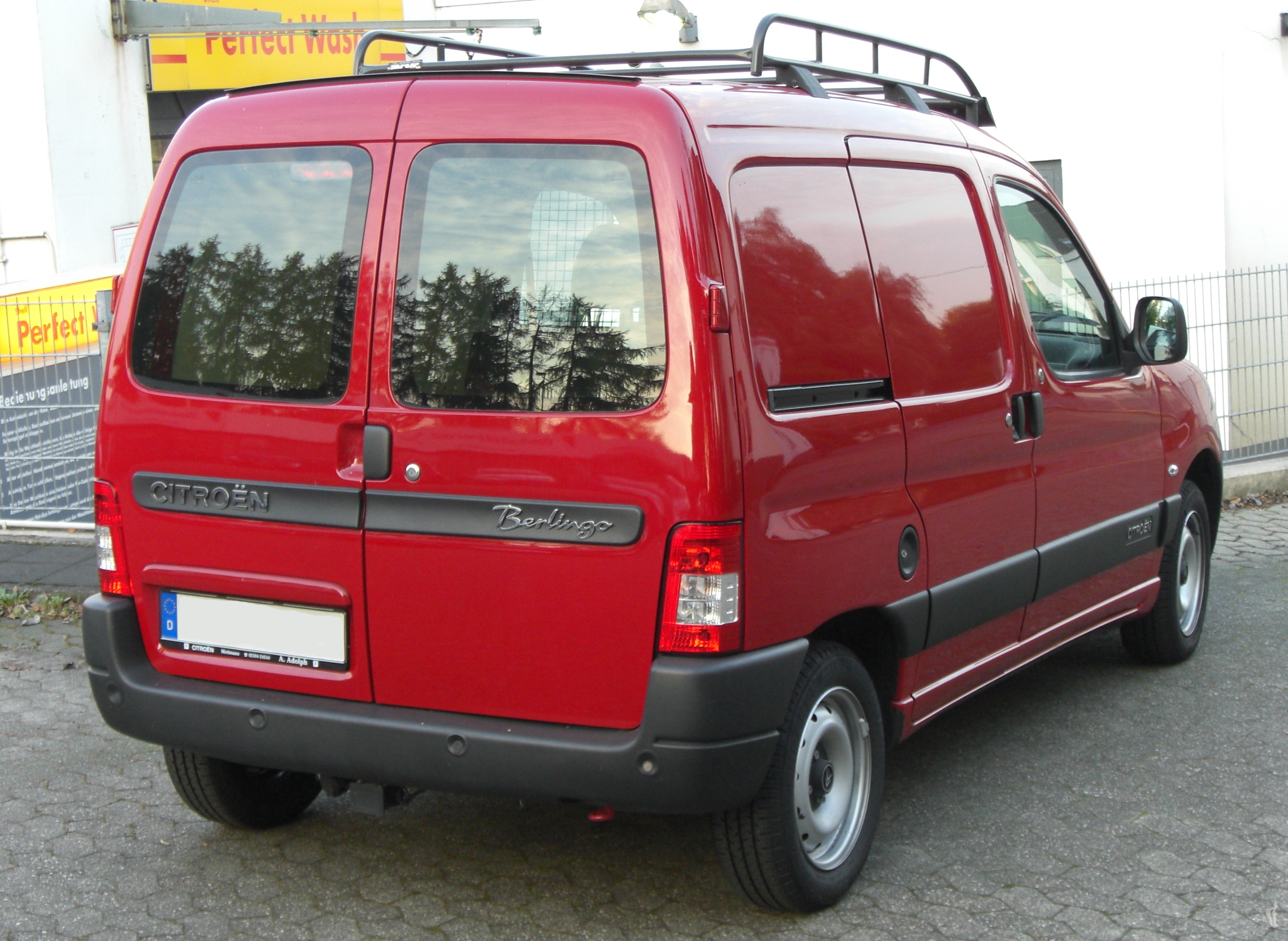
Фургон Citroën Berlingo I (M59) (2002–2010)
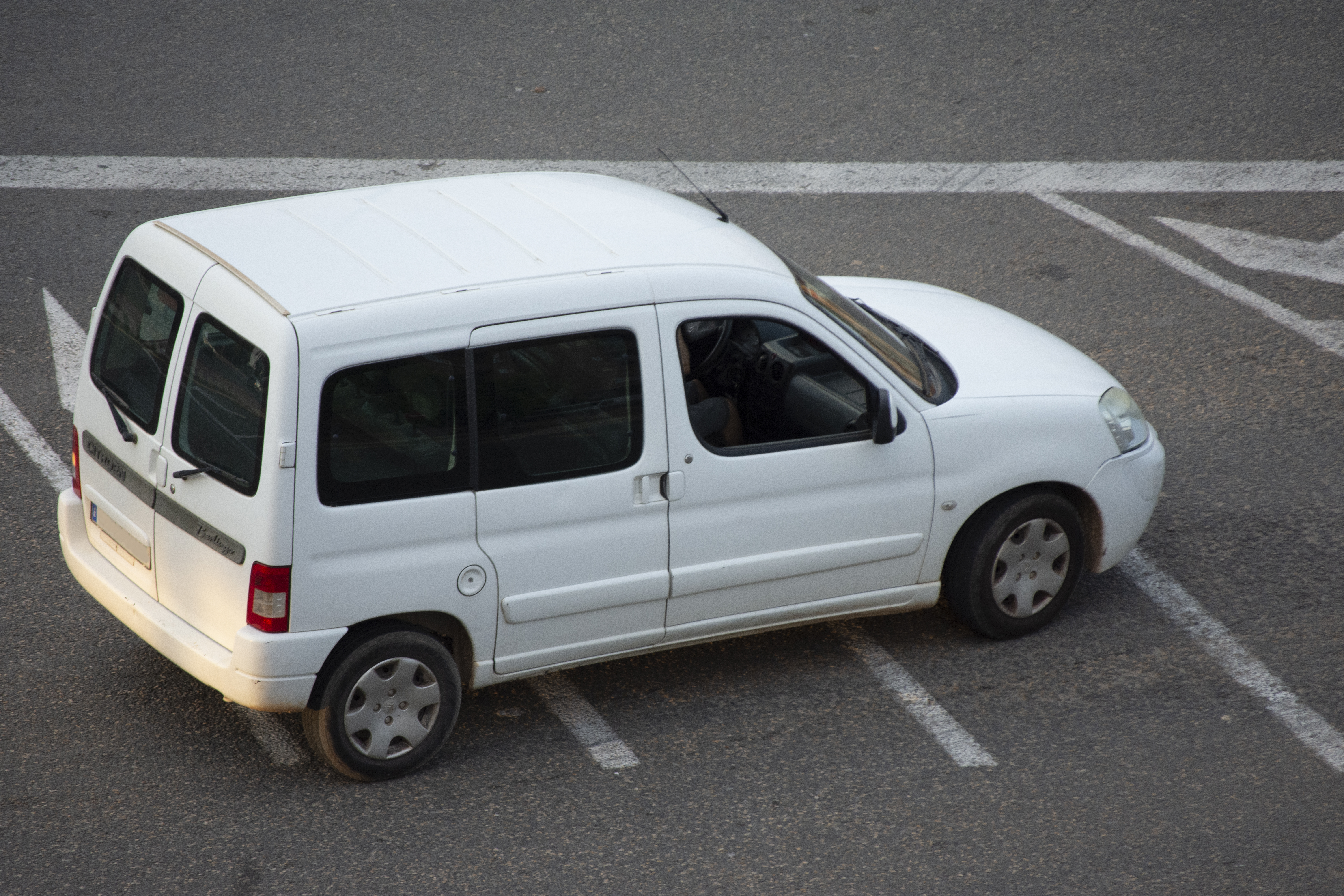
Вантажопасажирський Citroën Berlingo I (M59) (2002–2010)
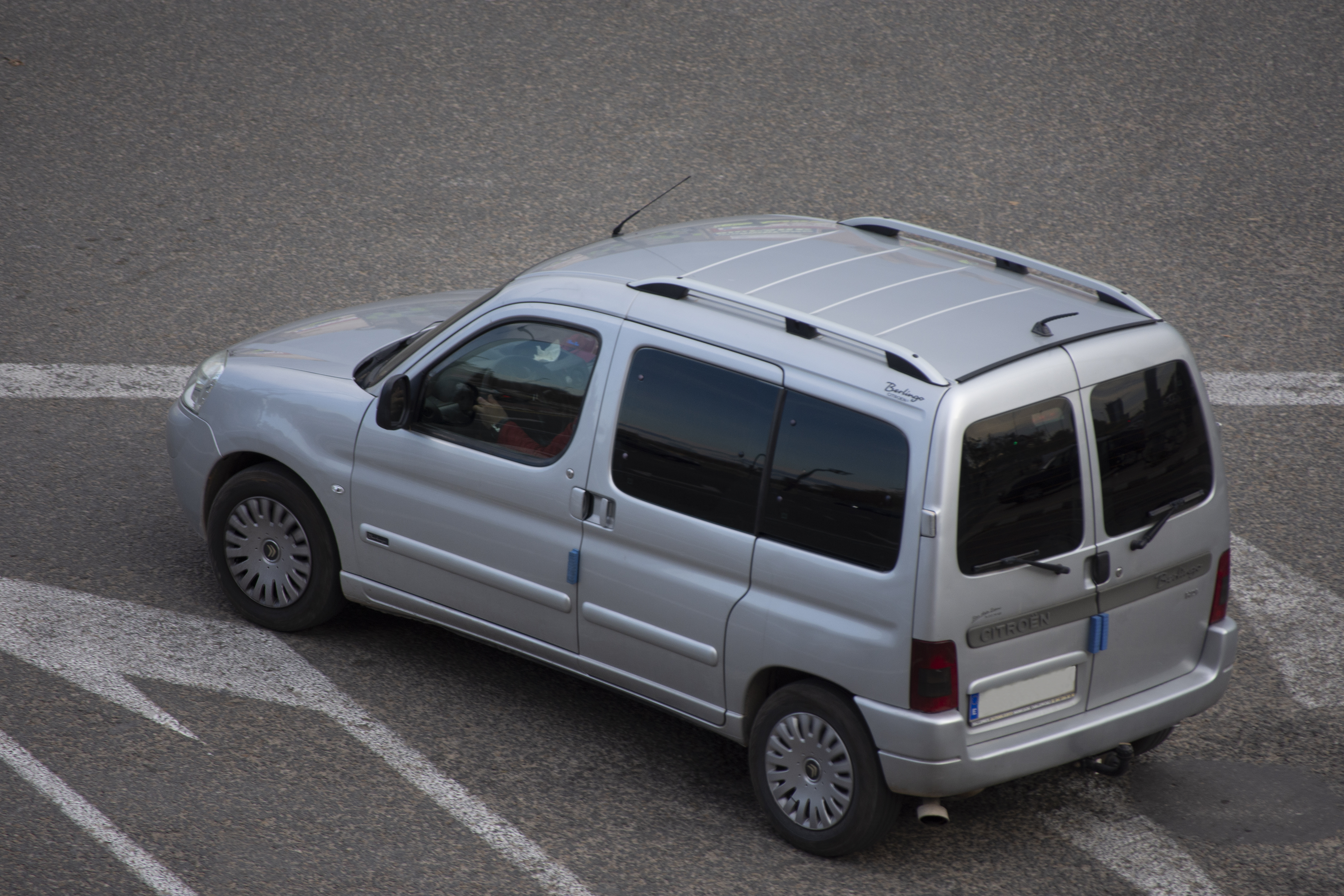
Вантажопасажирський Citroën Berlingo I (M59) (2002–2010)

У зовнішності рестайлінгового Berlingo головний акцент зроблено на кардинальне оновлення передньої частини: зокрема, абсолютно нову форму придбали фари, крила, бампери й облицювання радіатора. Крім того, була піднята лінія капота. Новий Berlingo може похвалитися величезним багажником. Об'єм якого становить 2,8 м³ у пасажирської версії і 3,0 м³ у фургона. Важливо, що «запаска» знаходиться не в багажнику, а під підлогою зовні, що виключає необхідність розвантажувальних робіт при заміні колеса. Крім того, тут маса всіляких приємних дрібниць; деякі з них входять в стандартну комплектацію, інші — такі, наприклад, як сітчаста шторка, якій можна відгородити багажник від салону, — пропонуються як опції.
У салоні відбулися кардинальні зміни. З'явилася нова панель приладів з дефлекторами повітроводів від Citroen C3 і набалдашником важеля КПП від тієї ж моделі. Панель дуже проста і традиційна по дизайну, але зате все дуже зручно і практично. Встановили нове чотириспицеве кермо, а верхню частину панелі доповнили поличкою, перед якою розташували електронний годинник. Все інше залишилося звичним. Як і раніше Berlingo пропонується у двох версіях: або фургон, або пасажирська версія комбі. Кількість дверей варіюється: базовий фургон має двоє дверей, а більш дорогі версії — три чи п'ять. Зсувні двері встановлюється по правому борту, при бажанні за додаткову плату можна встановити такі ж двері по лівому. Базова модифікація має двостулкові двері багажника, відкриває в сторони, а за доплату можна отримати цілісні задні двері, що відкриваються вгору. З-за дверей в моделі з кузовом фургон є деякі проблеми з оглядовістю. Так як задні двері розпашні, саме вони і закривають огляд: вертикальна стійка задніх дверей «ділить» сектор огляду у внутрішньому дзеркалі рівно навпіл. Плюс три підголовники задніх сидінь. Почасти становище рятують бічні дзеркала: вони гідного розміру і дають гарну «картинку».
У салоні передбачено безліч ємностей: великі кишені в дверях, численні поглиблення і полички (у тому числі на стелі), «схованки» під ногами пасажирів, що сидять ззаду, підстаканники, місткий висувний ящик під правим переднім сидінням і т. д.
Як і у дорестайлінгової версії крім базової пасажирської версії або фургона випускалася також люксова версія Multispace, особливістю якої, крім великої кількість різних ємностей, які можна знайти в автомобілі всюди, навіть в таких несподіваних місцях, як стеля , можливість мати додаткові прозорі секції на даху.

### Рестайлінг 2005
У 2005 році так само були проведені незначні косметичні зміни з якими автомобіль випускався до 2010 року. Після виходу другого покоління (B9) класичний Berlingo отримав назву First. На сьогоднішній день модель має наступну гаму двигунів: бензинові 1.4 (TU3, 75 к.с.), 1.6 (109 к.с.); дизельні 1.9 (атмосферник) (70 к.с.), 1.6HDI (90 к.с.). Проте найбільш поширені 1.4 (TU3) і дизель 1.9 (DW8B). Останній взагалі вважається одним із найнадійніших і найекономічніших дизелів-атмосферників, що безсумнівно перекриває його не надто видатну динаміку.

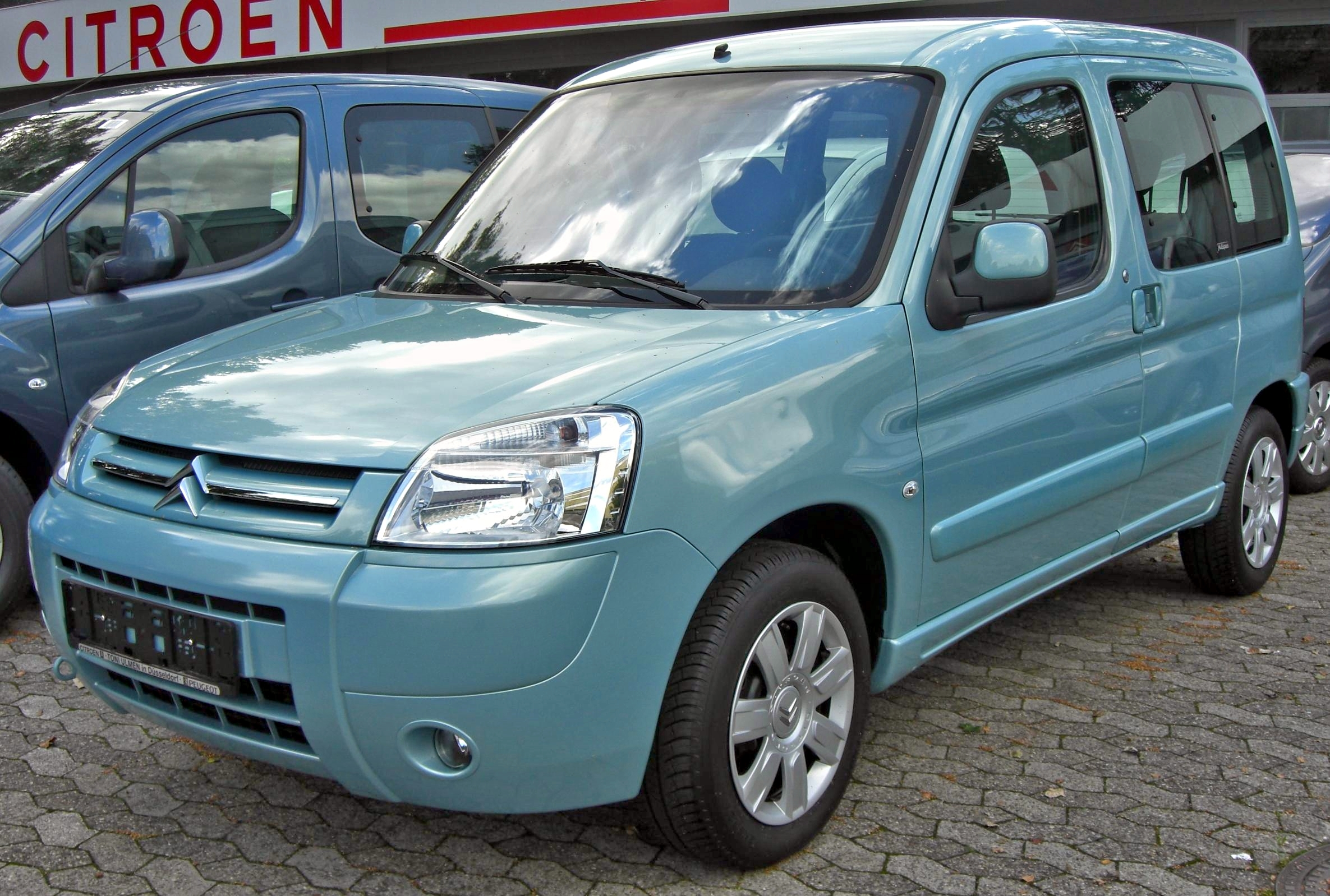
Пасажирський Citroën Berlingo I (M59) (2005–2010)

### Citroen Berlingo First
З появою в 2008 році другого покоління моделі автомобіль був перейменований в Citroen Berlingo First, а виробництво, для звільнення основних потужностей для нової моделі, перенесено в місто Мангуальде (Португалія). Його випуск тривав до 2010 року. У серії First випускалася також подовжена версія Citroen Berlingo First Long, яка у пасажирському варіанті мала 7 місць для сидіння, або більш довгий вантажний відсік у версії «фургон». 

### 4x4 Dangel Citroen Berlingo
Фірма Dangel, яка спеціалізується на повнопривідних модифікаціях Citroën випускала повнопривідний Citroën Berlingo 4×4. Крім додаткової ведучого мосту автомобіль отримав підсилення підвісок. Повнопривідні версії комплектувались дизелем 2,0 HDI потужністю 90 к.с.

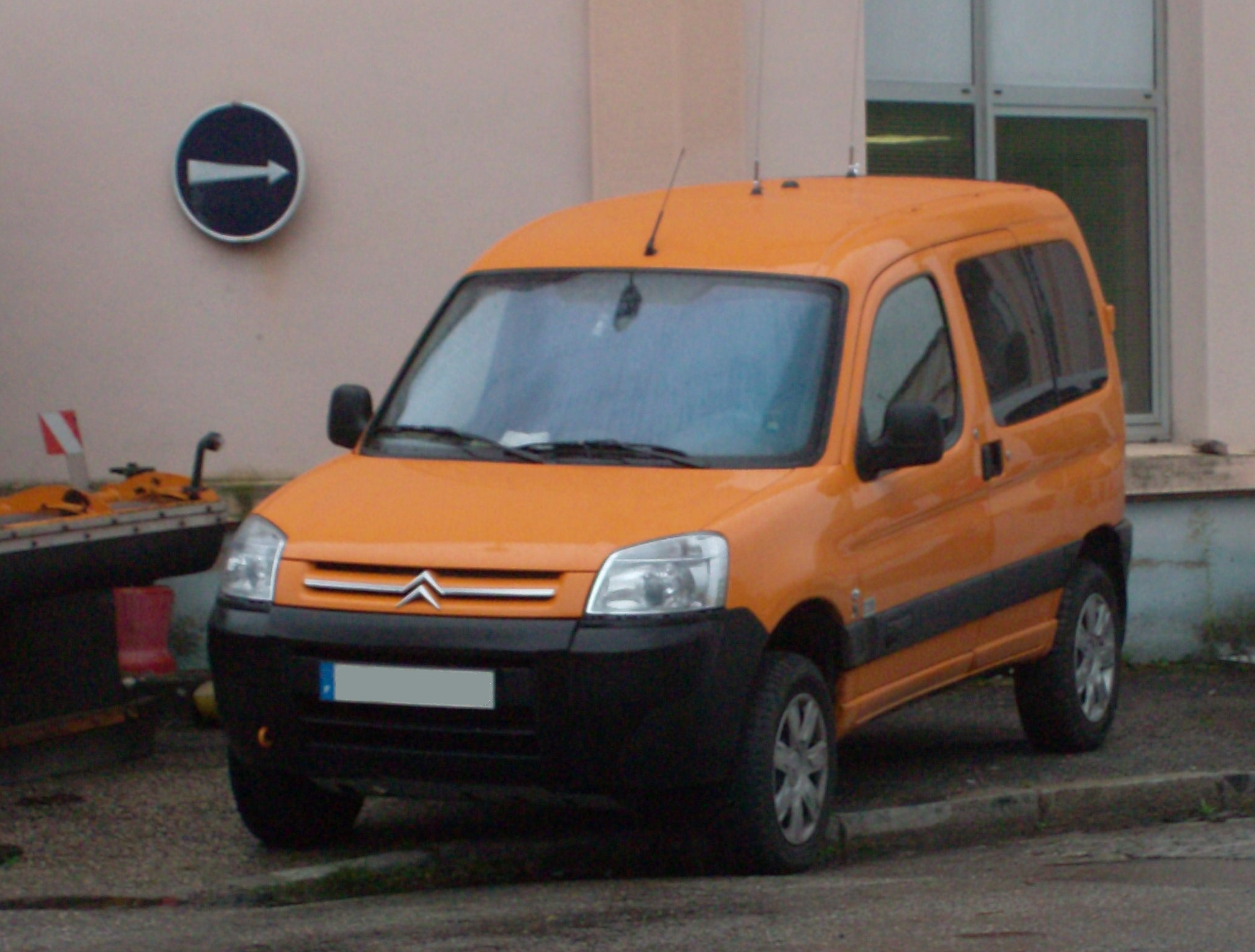
4x4 Dangel Citroen Berlingo (2002-2010)
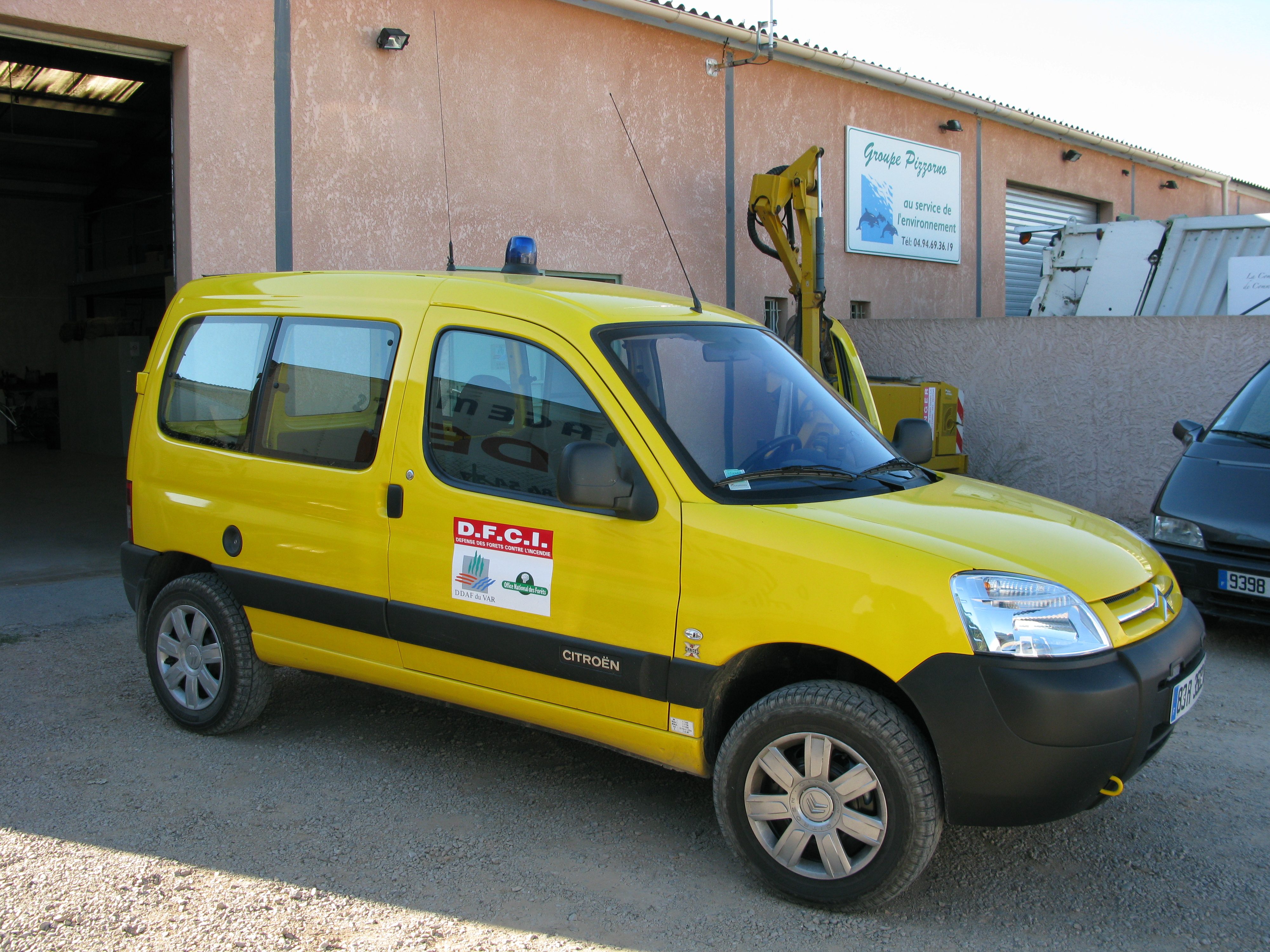
4x4 Dangel Citroen Berlingo спеціальних служб
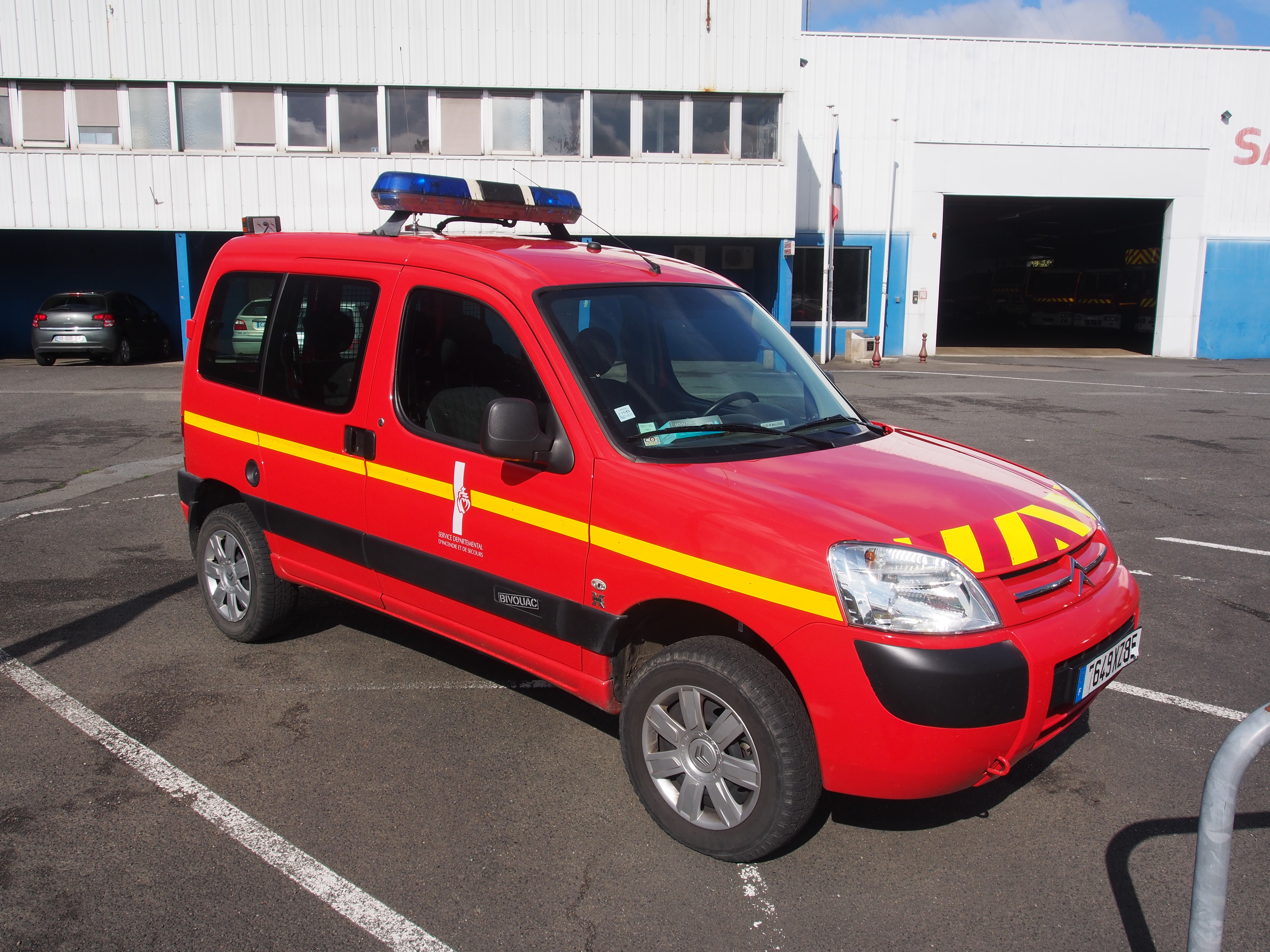
4x4 Dangel Citroen Berlingo спеціальних служб

Всього на заводах в Іспанії та Португалії було вироблено близько 1,2 мільйона Citroen Berlingo першої генерації.

### Berlingo Electrique
По мірі розвитку електромобілів з'явилася і електрична на базі цієї машини. Вона має єдиний електромотор, що передає обертання на передні колеса через одноступінчатий редуктор. Моторно-редукторний блок рнаходиться під капотом. Мав 2 блоки батарей, які розміщувались під капотом та в базі. Рух назад проводиться за рахунок зворотного обертання електромотора. Гідропідсилювач замінений на електрогідропідсилювач . Для того щоб зменшити використання батареї, підігрівач працює на солярці або бензині повністю інтегрований в машину. Зазвичай обігрів займає від 5 до 10 хвилин, щоб зігрітися і забезпечує опалення кабіни. Гальма залишилися такими ж як і у дизельних версій. Під капотом у Berlingo Electrique стояв мотор потужністю 35 л. с., який живиться від нікель-кадмієвих батарей. Citroën припинив виробництво Berlingo Electrique першої генерації в кінці 2002 року.
В 2007 році, коли французька поштова служба «La poste» оголосила, що шукає придбати кілька сотень електрокарів невеличка компанія Venturi розпочала розробку електроприводу для транспортного засобу, який би відповідав потребам листоноші. Як базу було обрано Citroen Berlingo. Батареї Zebra дешевші, довговічніші і абсолютно нетоксичні, оскільки їх електролітом є розплавлена сіль — розплавлений алюмінієвий хлорид натрію (NaAlCl4) потужністю 23,5 кВт / год. Електродвигуна мав потужність 21 кВт. Запас ходу — майже 100 км. Автомобілі поставлялися з заводу Citroën без двигуна. Потім вони відправлялися на фабрику Вентурі, поблизу Ле-Мана, де вони отримували електропривод і ставали Citroën Berlingo First électrique від Venturi

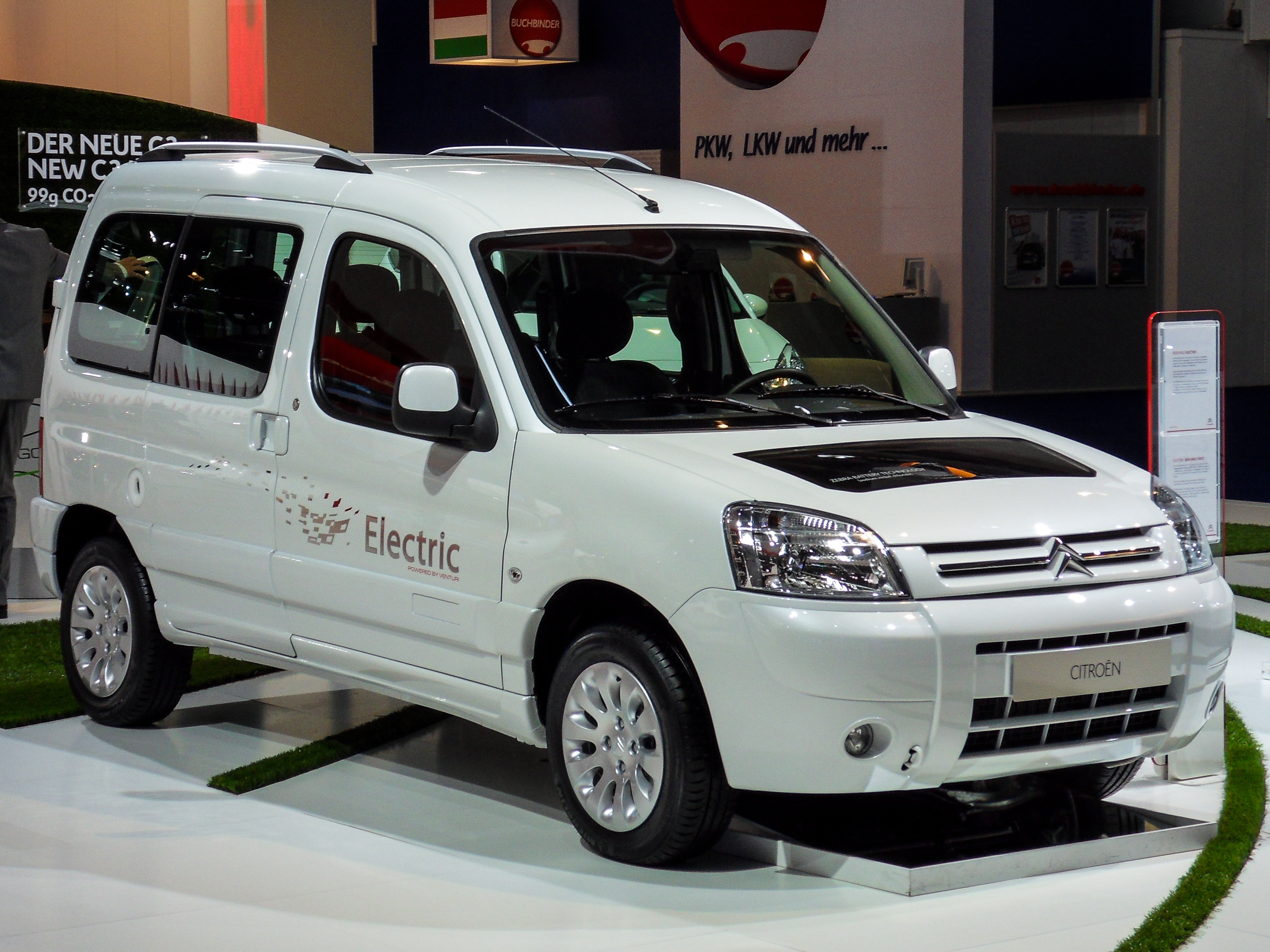
Citroën Berlingo Electrique на виставці у Франкфурті

Фактичний максимум кілометражу за заряд залежить від стилю водіння. Це пов'язано з тим, що атмосферний опір нелінійно зі швидкістю. т. е. збільшення швидкості на 25 % зменшить автономність на 36 %. Трохи нижче дана таблиця автономності.
| Швидкісний режим   | запас пробігу    |
| ------------------ | ---------------- |
| 56 km / h (35 mph) | 96 km (60 miles) |
| 64 km / h (40 mph) | 82 km (51 miles) |
| 80 km / h (50 mph) | 58 km (36 miles) |
| 96 km / h (60 mph) | 48 km (30 miles) |

### Концепти від Sbarro
В 1997-2004-х роках відомий Швейцарський автомобільний конструктор і дизайнер Франко Сбарро представив декілька концептів на базі Citroen Berlingo.
В 1997 Citroën запропонував Франко Сбарро розробити на базі Berlingo транспортний засіб, придатний для фоторепортерів. Sbarro Berlingo Grand Angle (Wide Angle у французькій мові) характеризується своїм обладнанням для цифрової фотографії. Інша особливість, значно помітніша, — це сидіння, яке піднімається для фотографування.
Автомобіль для відпочинку на базі Citroën Berlingo, Calao, представлений у 1997 році — ідеальний автомобіль для віндсерфінгів, де розміщуються бічні дошки та бруси на даху, придатні для щогл та вітрил. Відсутність даху та дверей підкріплювала грайливу сторону цієї передачі рішуче веселою. Продовжуючи цю тему в 1999 році було представлено 9-ти місний концепт Citroën Berlingo Flanerie Sbarro.
Тривісний Sbarro Citroën Berlingo Croisière Jeune. 6-колісні Citroen Berlingo — це виклик знаменитих автомобілів Croisière Jaune, організованих Citroën у 1931—1932 роках. Цей автомобіль був представлений на Mondial de l'Automobile в Парижі в жовтні 2000 року на стенді ISCAD (Institut Supérieur de Formation aux Métiers Design). Beruno Croisière jeune мав 2 додаткових колеса ззаду та причіп, що викликало ті, що використовуються у Croisière Jaune.
На базі Citroen Berlingo студенти Sbarro переробили лондонське таксі! Мета — забезпечити доступну і простору кабіну, з простою перестановкою всередині: три сидіння на задній частині пасажирів, зняти переднє пасажирське сидіння, замінене багажним відділенням, водія ізольовані для окремого вікна для кращої безпеки. Зовнішній вигляд відрізняється кльошевим ходом навколо автомобіля, широким полотном люка та переробленим фронтом із решіткою із шевронами Citroën. Флагман походження частково маскується, щоб допомогти їм виглядати круглими. Ця маска, однак, погляне на це злегка тривожне таксі Берлінго.
Sbarro Espera Bourlingueur, 2003 рік — концепт повнопривідного Citroën Berlingo з 6-ти циліндровим 3,0 літровим двигуном.
Sbarro Espera Escapade, 2004 Цей прототип, створений лише за три місяці, випробовує певні концепції: величезний скляний дах (Modutop), відкрита передня підніжка та прості модульні сидіння. Мета — оцінити різні напрямки розвитку транспортних засобів для відпочинку.

### Двигуни
Berlingo оснащається бензиновими, дизельними та електричними двигунами, а також двигунами які працюють на стиснутому природному газі.

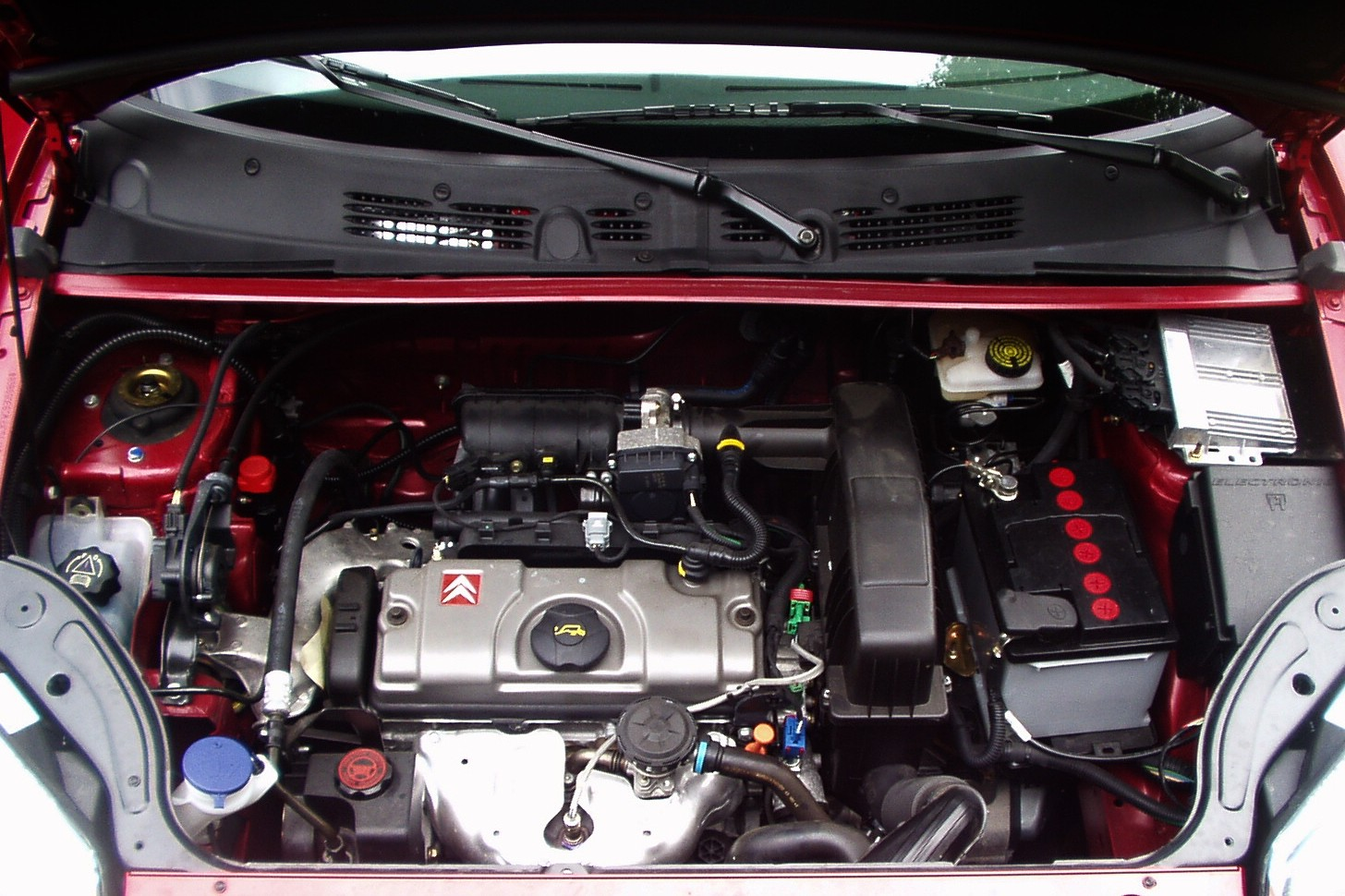
Бензиновий двигун  Citroen Berlingo TU3
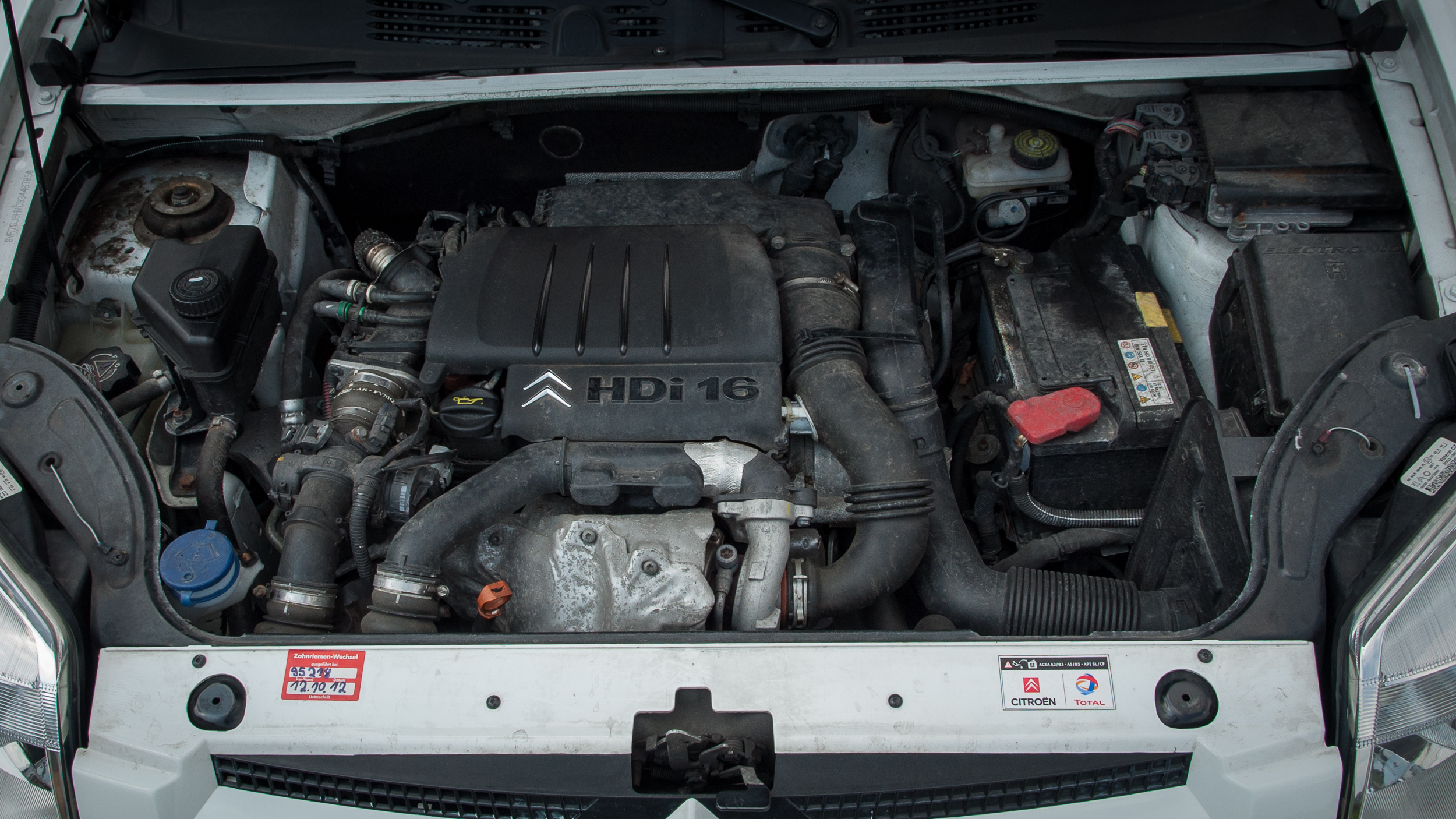
Дизельний двигун Citroen Berlingo 1,6 HDI 75 DV6B
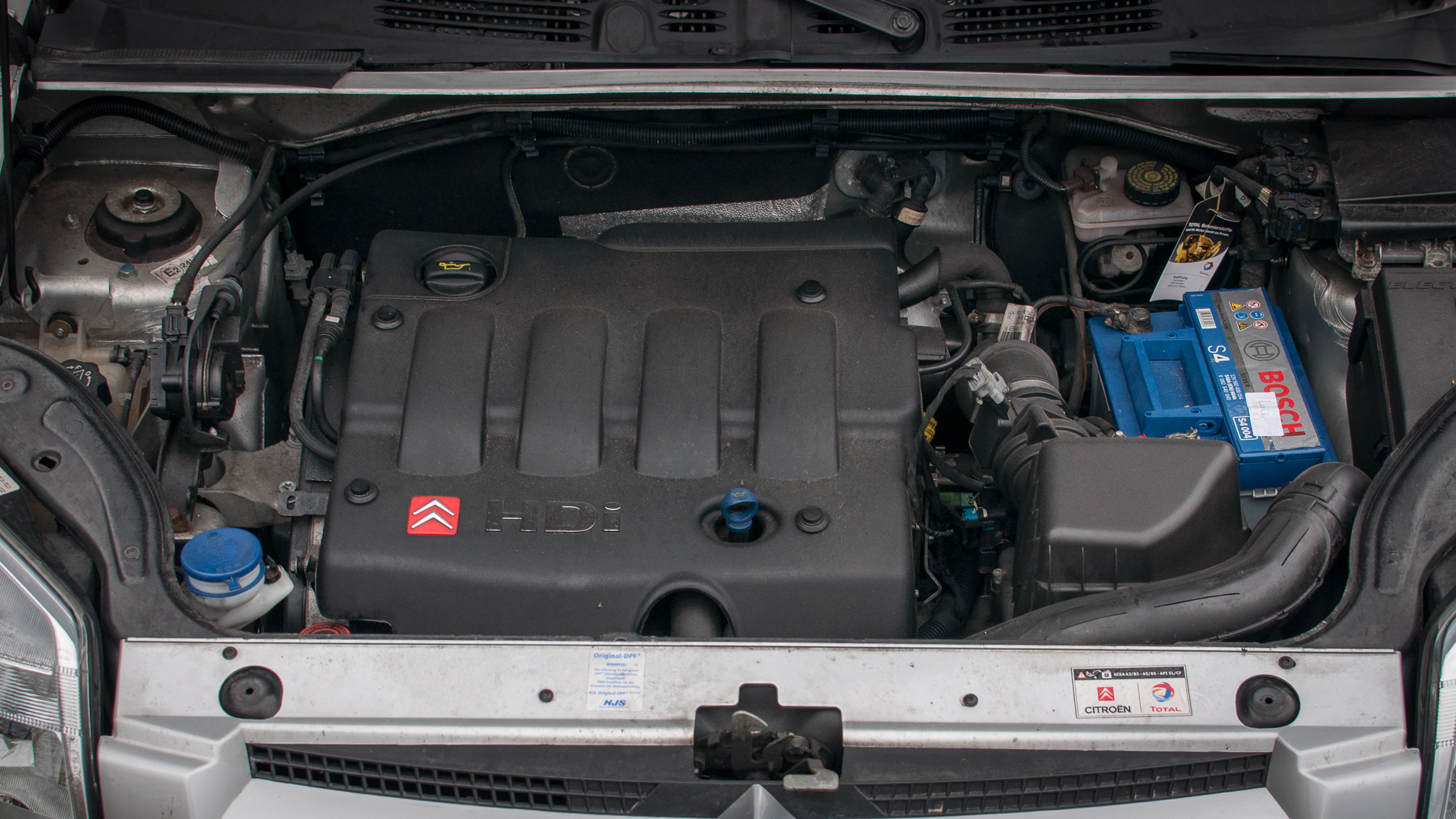
Дизельний двигун Citroen Berlingo 2,0 HDi DW10TD

#### Бензинові
| Модель                                                     | Об'єм см³ | Потужність к.с. (кВт) при об/хв | Крутний момент Нм при об/хв | Код двигуна Циліндри | Клапанний механізм/ Кількість клапанів | Розгін (с) 0-100 км/год | Максимальна швидкість км/год | Витрата пального (л/100 км) середня |
| ---------------------------------------------------------- | --------- | ------------------------------- | --------------------------- | -------------------- | -------------------------------------- | ----------------------- | ---------------------------- | ----------------------------------- |
| 1.1 i                                                      | 1124      | 60 (44)/5500                    | 94/3400                     | TU1 Р4               | OHC/8                                  | 21,6                    | 140                          | 7,5                                 |
| 1.4 i                                                      | 1360      | 75 (55)/5500                    | 120/3400                    | TU3 Р4               | OHC/8                                  | 17,5                    | 148                          | 7,5                                 |
| 1.4 i GNV*                                                 | 1360      | 75 (55)/5500                    | 120/3400                    | TU3 Р4               | OHC/8                                  | 17,5                    | 148                          | 7,5                                 |
| 1.6 i 16v                                                  | 1587      | 109 (80)/5750                   | 147/4000                    | TU5 Р4               | DOHC/16                                | 12,2                    | 170                          | 7,4                                 |
| 1.8 i                                                      | 1761      | 90 (66)/5000                    | 147/2600                    | XU7 Р4               | OHC/8                                  | 14,4                    | 160                          | 8,9                                 |
| * Може працювати на стиснутому природному газі або бензині |           |                                 |                             |                      |                                        |                         |                              |                                     |

#### Дизельні
| Модель  | Об'єм см³ | Потужність к.с. (кВт) при об/хв | Крутний момент Нм при об/хв | Код двигуна Циліндри | Клапанний механізм/ Кількість клапанів | Розгін (с) 0-100 км/год | Максимальна швидкість км/год | Витрата пального (л/100 км) середня |
| ------- | --------- | ------------------------------- | --------------------------- | -------------------- | -------------------------------------- | ----------------------- | ---------------------------- | ----------------------------------- |
| 1.6 HDI | 1560      | 75 (55)/4000                    | 170/1750                    | DV6 Р4               | DOHC/16                                | 15,4                    | 150                          | 5,4                                 |
| 1.6 HDI | 1560      | 90 (66)/4000                    | 215/1750                    | DV6 Р4               | DOHC/16                                | 12,9                    | 160                          | 5,4                                 |
| 1.8 D   | 1769      | 60 (44)/4600                    | 112/2000                    | XUD7 Р4              | OHC/8                                  | 25,6                    | 135                          | 7,3                                 |
| 1.9 D   | 1905      | 69 (51)/4600                    | 120/2000                    | XUD9 Р4              | OHC/8                                  | 20,1                    | 142                          | 7,0                                 |
| 1.9 D   | 1867      | 69 (51)/4600                    | 125/2500                    | DW8 Р4               | OHC/8                                  | 19,9                    | 142                          | 6,9                                 |
| 2.0 HDI | 1997      | 90 (66)/4000                    | 205/1900                    | DW10 Р4              | OHC/8                                  | 13,4                    | 160                          | 5,7                                 |

### Безпека
За результатами краш-тесту проведеного в 2004 році за методикою Euro NCAP Citroën Berlingo отримав чотири зірки за безпеку, що є непоганим результатом. При цьому за захист пасажирів він отримав 26 балів, за захист дітей 27 балів, а за захист пішоходів 10 балів.
| Euro NCAP | Рейтинг   |
| --------- | --------- |
| Пасажири: | 4/5 зірок |
| Діти:     | 3/5 зірок |
| Пішоходи: | 2/4 зірки |

## Друге покоління (B9; 2008—2018)
Друге покоління Citroën Berlingo представлене на Женевському автосалоні 2008 року.
Автомобіль суттєво відрізняється від свого попередника по всіх параметрах, це не рестайлінг старої, а абсолютно нова модель. Задня підвіска вже не торсіонна як в Partner Origin, а звичайна пружна балка на пружинах, тобто як у типовому легковому авто. Це забезпечує більший комфорт і плавність ходу, але вантажні характеристики зменшилися. Однак можна сказати, що цей недолік компенсується більшим ніж в Origin вантажним простором. Пасажирська версія фургона називається Multispace. Дана модель теж має «двійника» — Peugeot Partner 2.
Загальний об'єм вантажного відділення доведений до 3,3 кубометра, а вантажопідйомність — до 850 кг. Складне переднє сидіння Multi-Flex в складеному стані дозволяють збільшити вантажний простір до 3,7 м3, а навантажувальну довжину з 1,8 м до 3 м. Крім звичайної є ще подовжена версія довжиною 4628 мм, Загальний об'єм вантажного відділення якої становить 3,7 м3, а при складеному передньому сидінні 4,1 м3.

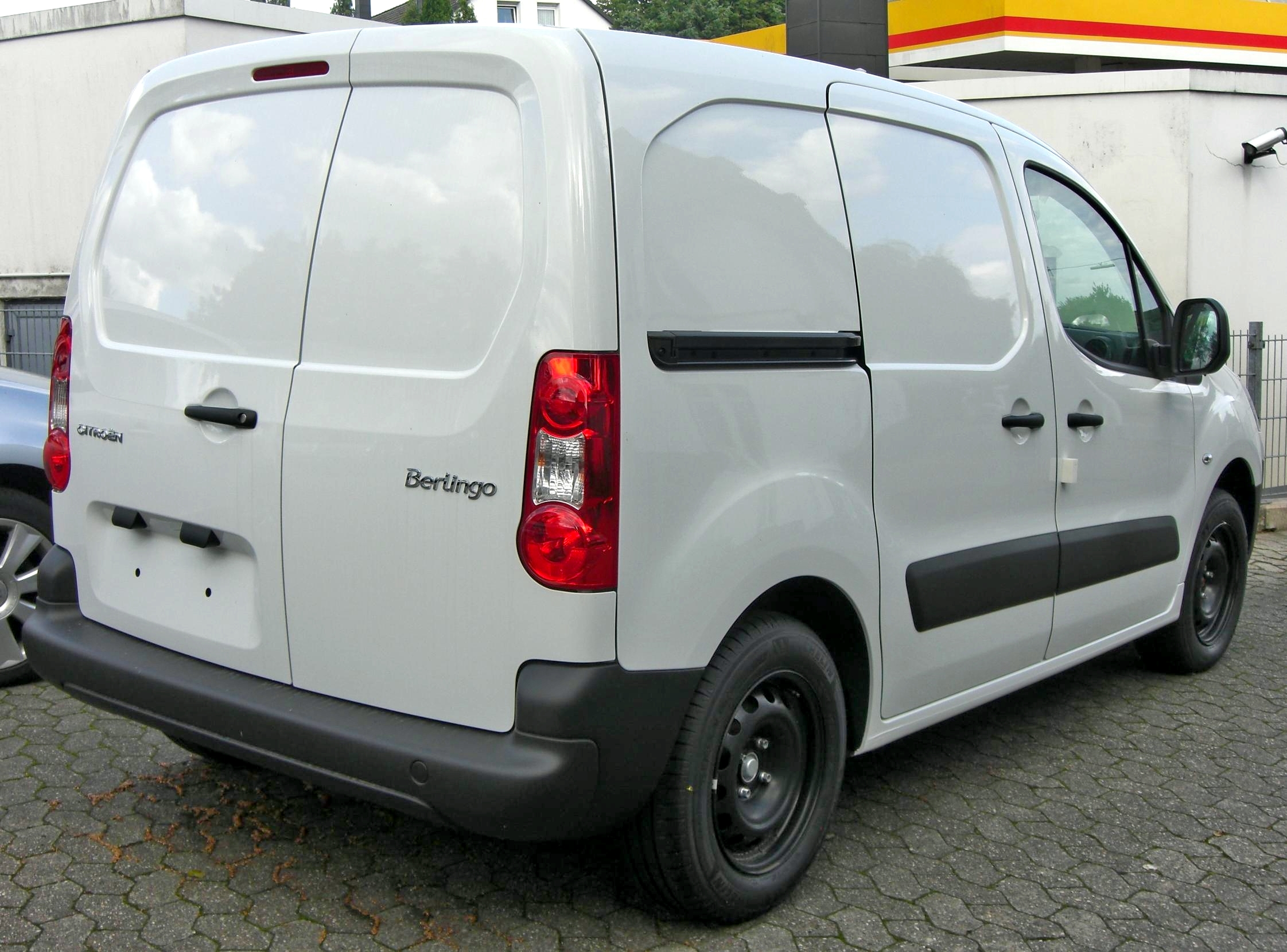
Citroën Berlingo II (2008-2012)
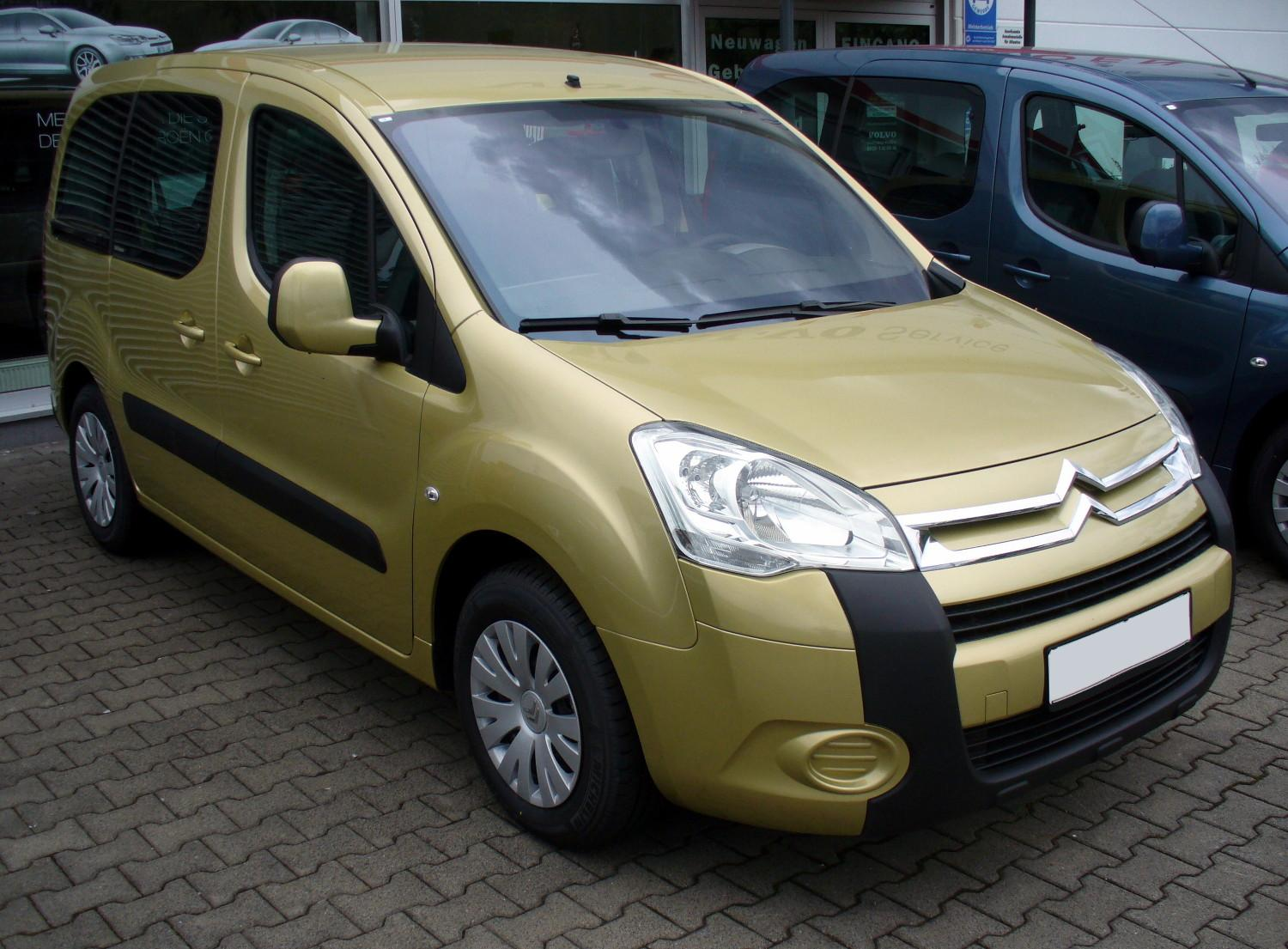
Citroën Berlingo II Multispace (2008-2012)
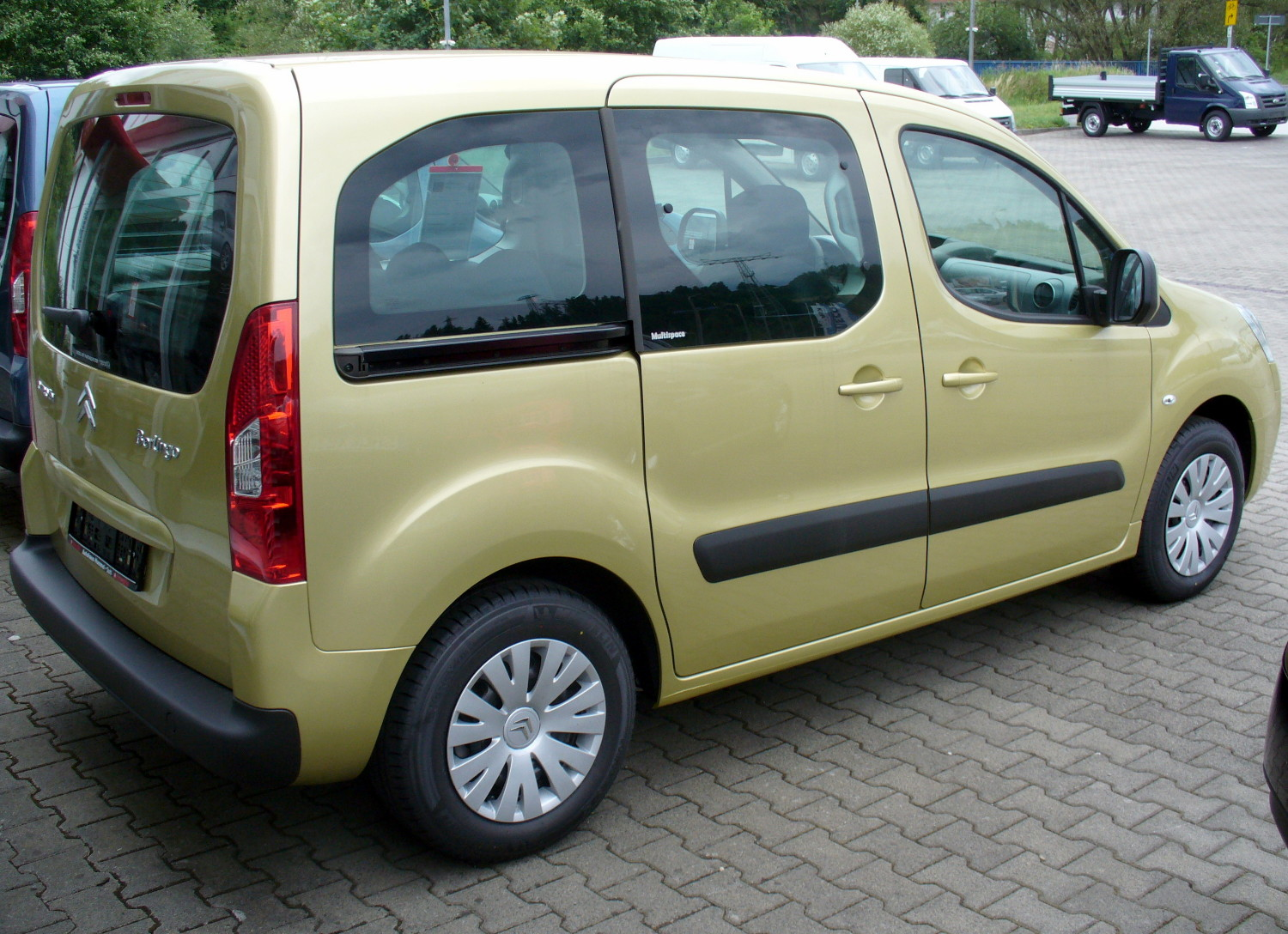
Citroën Berlingo II Multispace (2008-2012)
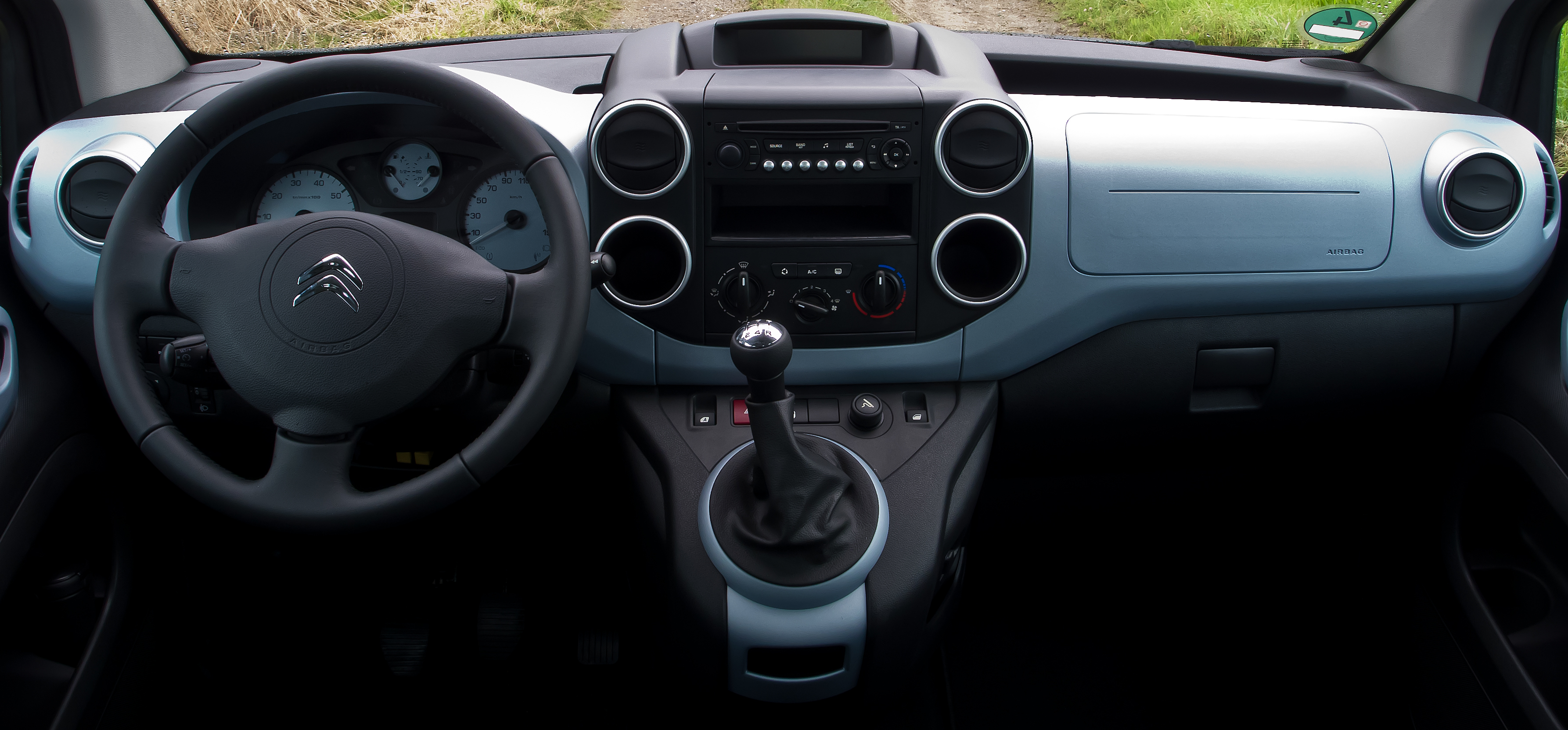

У 2012 році модель модернізували. Базова комплектація Сітроен Берлінго включає в себе: 2 види оббивки салону X і LX, супутникову систему навігації «Teletrac Smartnav», яка регудюється за допомогою 7-дюймового сенсорного екрану, двигун «Trackstar» і розумну систему контролю тяги.

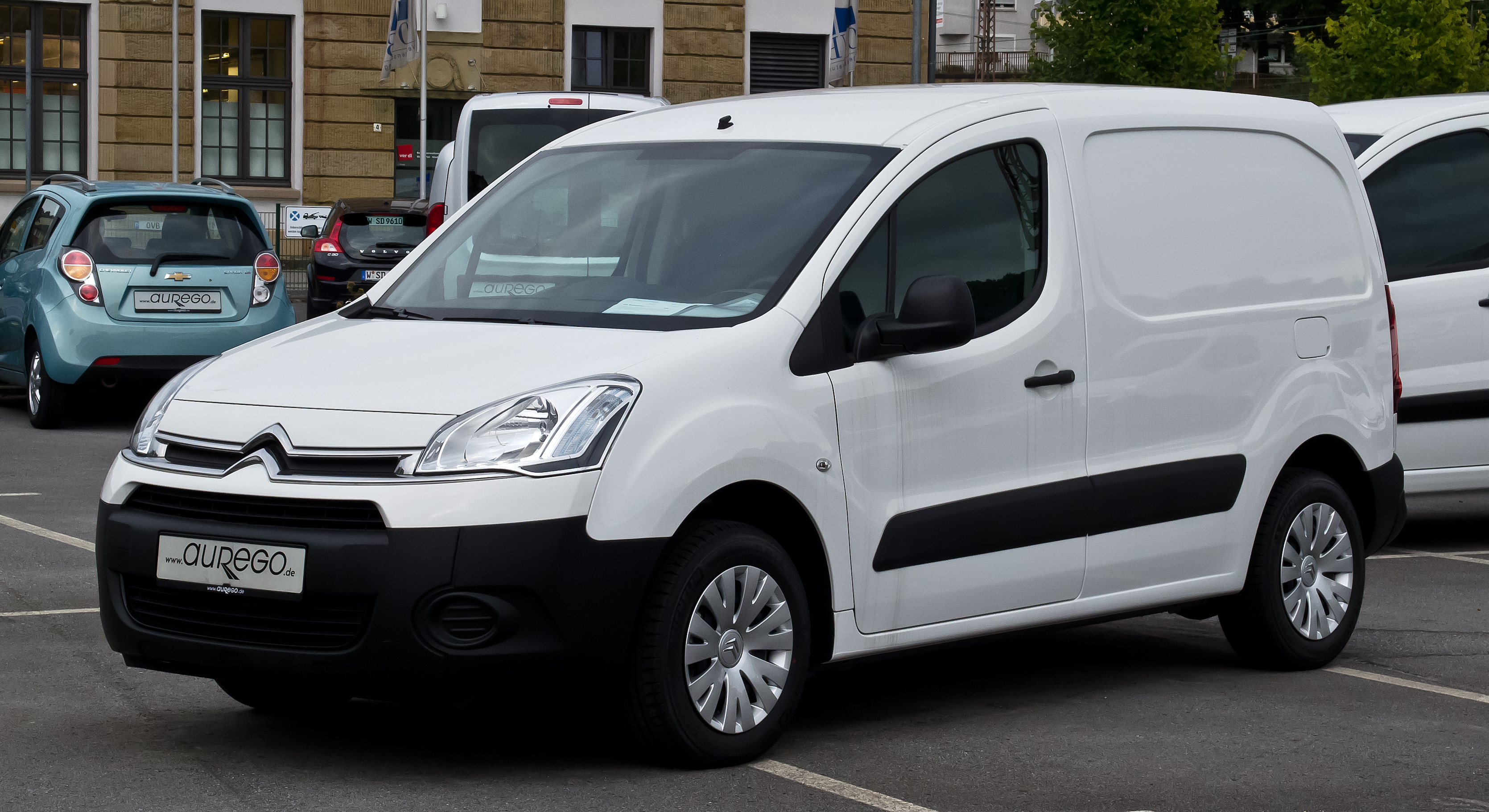
Citroën Berlingo II (з 2012)
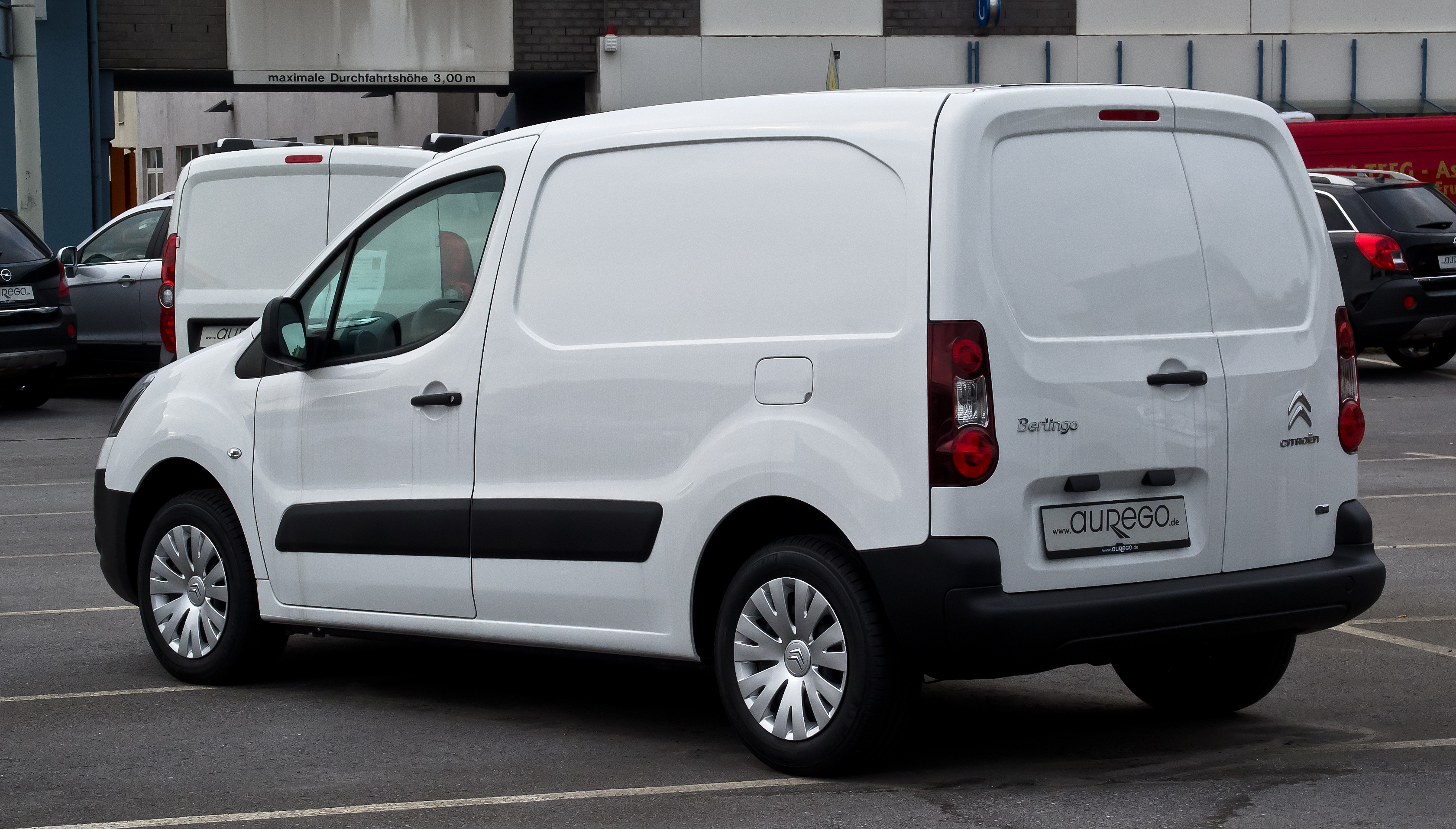
Citroën Berlingo II (з 2012)
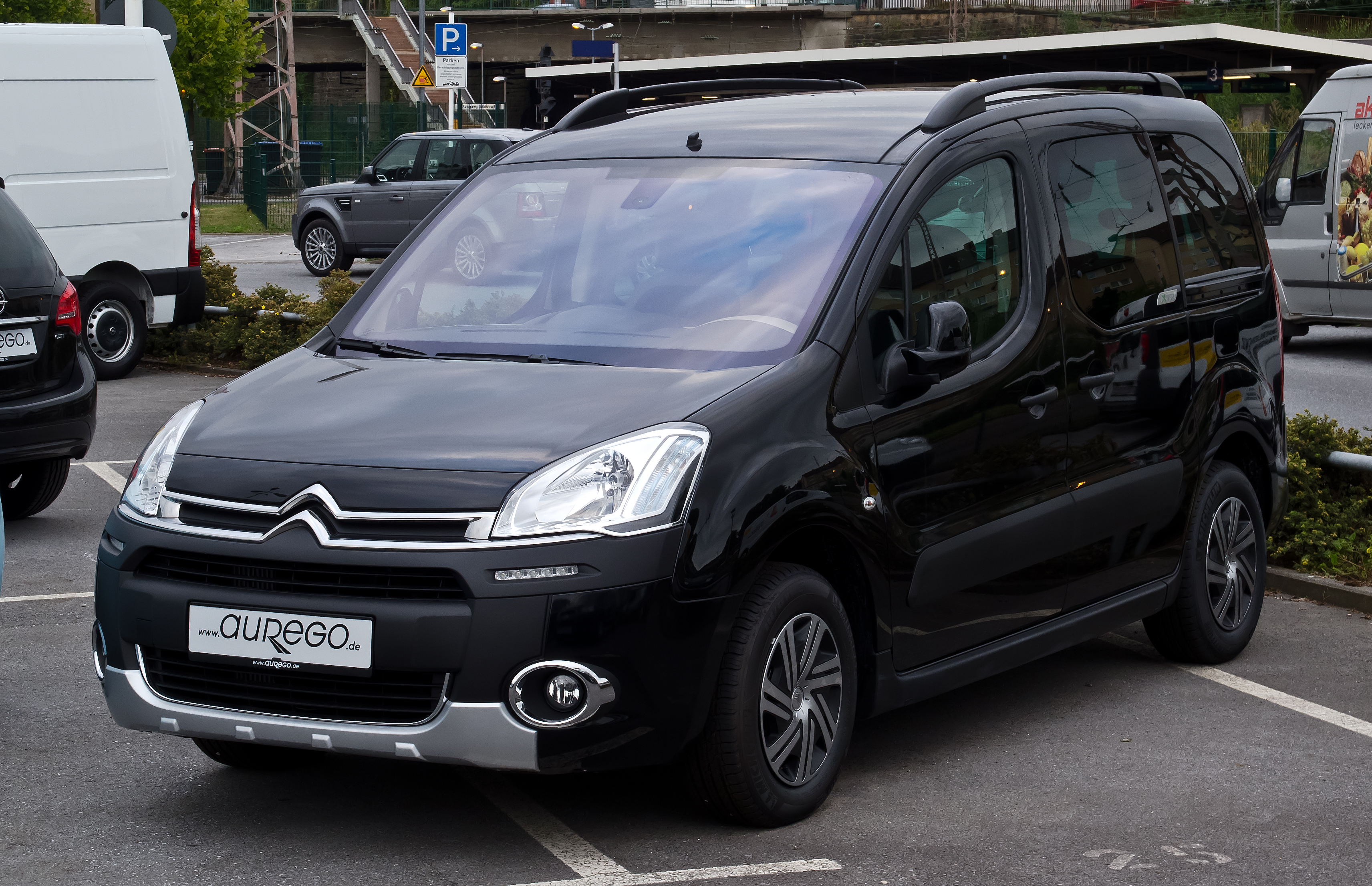
Citroën Berlingo II Multispace (з 2012)
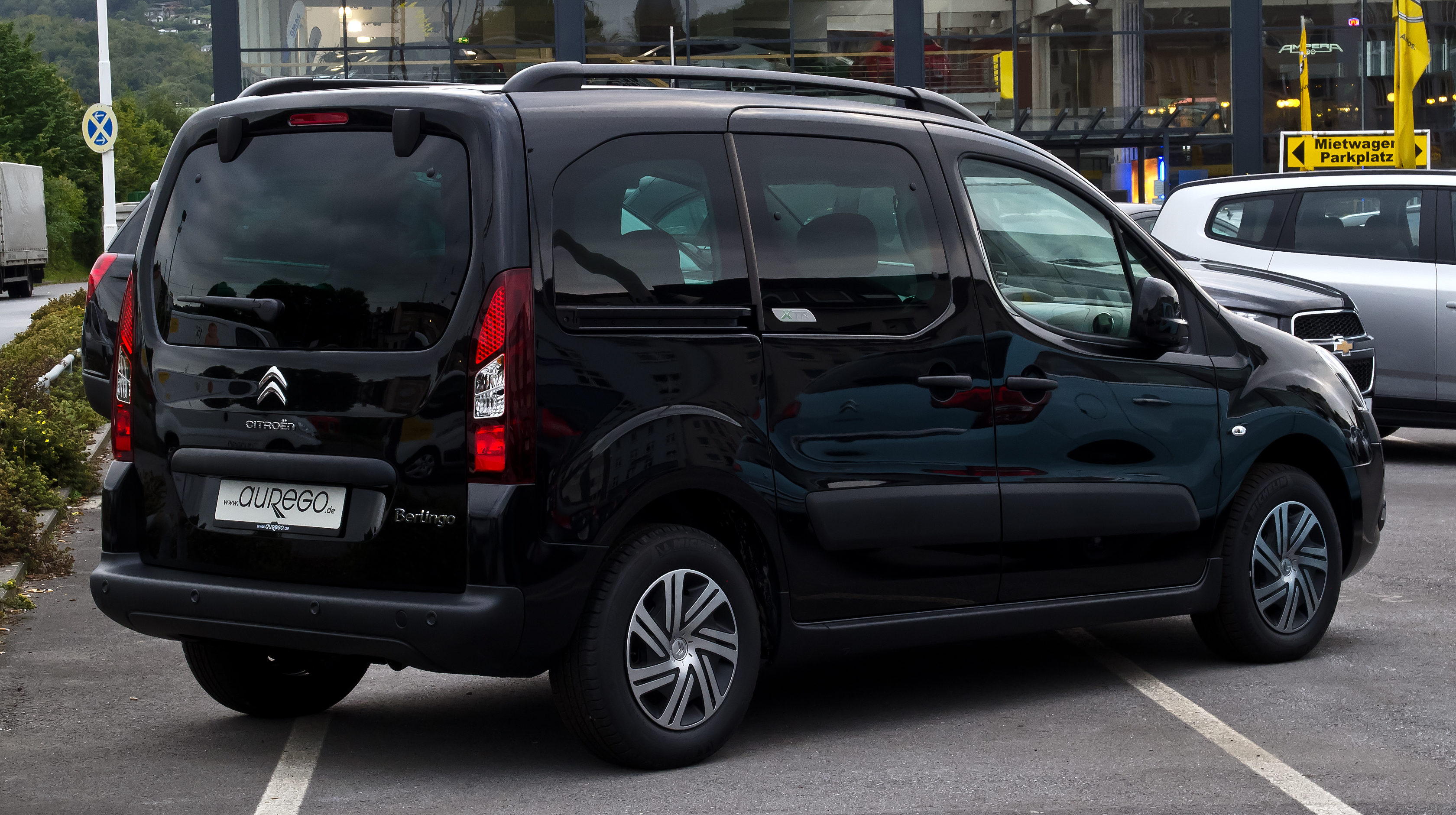
Citroën Berlingo II Multispace (з 2012)

### Berlingo ІІ 4x4 Dangel / Trek
У серпні 2012 року на мотор-шоу в Москві компанія Citroën представила позашляхову версію «каблучка» Berlingo. Випускається як в моно так і повнопривідному виконанні. Головним в монопривідній модифікації модифікації під назвою Trek є кліренс, збільшений до 200 мм. Під коробкою передач, двигуном і паливним баком встановлені захисні пластини. Не дивлячись на відсутність повного приводу цей каблучок демонструє завидну прохідність за рахунок диференціала, що самоблокується і великого дорожнього просвіту. Під захистом картера — 200 мм, під задньою балкою — 215 мм, під днищем між осями — 275 мм.
Повнопривідна версія після модифікації машина отримує три режими приводу: передній, жорсткий повний і автоматичне підключення задніх коліс при пробуксовці передніх. Збільшення дорожнього просвіту Citroen Berlingo Trek досягнуто установкою 60-міліметрових проставок під стійки McPherson. Щоб взаємне розташування двигуна і елементів шасі не змінилося, силовий агрегат також встановлено на проставках. Існують версії з примусовим блокуванням заднього міжколісного диференціала, і з жорстким підключенням приводу на задні колеса. Позашляхова версія створена Сітроеном спільно з Automobiles Dangel і Іріто.
Модифікація всього одна — з мотором 1.6 потужністю 120 к.с. і «механікою».

### Berlingo ІІ Electric
Citroёn випускала також електричну версію Berlingo ІІ, Berlingo Electric представлений в двох модифікаціях — фургон для служб доставки і інших видів комерційної діяльності та пасажирський варіанти.
Пасажирський E-Berlingo Multispace призначений, в першу чергу, для перевезення пасажирів — у нього є другий ряд сидінь, а також бічні і заднє скло. Обсяг багажника становить 675 л в норомальній  конфігурації і 3000 л зі складеними сидіннями заднього ряду. Технічної частина новинка уніфікована з Peugeot Partner Tepee Electric: один мотор потужністю 67 к.с. і обертовим моментом 200 Нм, дві літій-іонний тягові батареї ємністю 22.5 кВт⋅год (встановлені в підрамнику по обидві сторони від задньої підвіски) і одноступінчатий понижуючий редуктор. Загальний орієнтовний запас ходу становить 171 км за новим європейським циклом водіння. Від звичайних розеток новий E-Berlingo Multispace заряджається до 15 годин, але за допомогою опціональною системи швидкої зарядки стандарту CHAdeMO і відповідного джерела струму акумулятори можна зарядити до 80 % за 30 хвилин. У базове оснащення нового електрокара увійшли: обмежувач швидкості, система контролю тиску в шинах, кондиціонер, помічник старту на підйом, ESC і аудіосистема з підтримкою CD / MP3 і Bluetooth. У більш дорогих комплектаціях доступна мультимедійна система з 7-дюймовим сенсорним екраном, додатками Apple CarPlay і MirrorScreen, роз'ємами USB і jack. Також в список опцій увійшла камера заднього виду, паркувальний асистент і навігаційна система. Кліматичною системою і зарядним пристроєм можна керувати через додаток на мобільному пристрої.

### Двигуни

#### Бензинові
| Двигун      | Об'єм см³ | Потужність к.с. (кВт) при об/хв | Крутний момент Нм при об/хв | Розміщення і кількість циліндрів | Клапанний механізм/ Кількість клапанів | Розгін (с) 0-100 км/год | Максимальна швидкість км/год | Витрата пального (л/100 км) місто/шосе/середня | Роки виробництва |
| ----------- | --------- | ------------------------------- | --------------------------- | -------------------------------- | -------------------------------------- | ----------------------- | ---------------------------- | ---------------------------------------------- | ---------------- |
| 1.6 16v 90  | 1587      | 90 (66)/5500                    | 132/2500                    | Р4                               | DOHC/16                                | 15,3                    | 159                          | 10,8/6,8/8,2                                   | 2008-2010        |
| 1.6 16v 98  | 1589      | 98 (72)/6000                    | 152/3500                    | Р4                               | DOHC/16                                | 13,8                    | 162                          | 9,6/5,7/7,1                                    | з 2010           |
| 1.6 16v 110 | 1587      | 109 (80)/5800                   | 147/4000                    | Р4                               | DOHC/16                                | 14,0                    | 169                          | 10,8/6,8/8,2                                   | 2008-2009        |
| 1.6 16v 120 | 1589      | 120 (88)/6000                   | 160/4250                    | Р4                               | DOHC/16                                | 12,0                    | 177                          | 9,6/6,0/7,3                                    | з 2009           |

Двигун 1,6 16V 120 замінив попередній 1,6 16V 110, а двигун 1,6 16V 98 замінив попередній 1,6 16V 90.

#### Дизельні
| Двигун          | Об'єм см³ | Потужність к.с. (кВт) при об/хв | Крутний момент Нм при об/хв    | Розміщення і кількість циліндрів | Клапанний механізм/ Кількість клапанів | Розгін (с) 0-100 км/год | Максимальна швидкість км/год | Витрата пального (л/100 км) місто/шосе/середня | Роки виробництва |
| --------------- | --------- | ------------------------------- | ------------------------------ | -------------------------------- | -------------------------------------- | ----------------------- | ---------------------------- | ---------------------------------------------- | ---------------- |
| 1.6 HDI 75 FAP* | 1560      | 75 (55)/4000                    | 185/1750                       | Р4                               | DOHC/16                                | 17,1                    | 152                          | 7,0/5,0/5,7                                    | з 2008           |
| 1.6 HDI 90      | 1560      | 90 (66)/4000                    | 215/1750                       | Р4                               | DOHC/16                                | 14,3                    | 161                          | 7,0/5,0/5,7                                    | 2008-2010        |
| 1.6 HDI 90 FAP  | 1560      | 92 (68)/4000                    | 230/1750                       | Р4                               | DOHC/8                                 | 14,3                    | 162                          | 6,2/4,8/5,3                                    | з 2010           |
| 1.6 HDI 110 FAP | 1560      | 109 (80)/4000                   | 240/2000                       | Р4                               | DOHC/16                                | 12,5                    | 173                          | 6,8/4,9/5,6                                    | 2008-2010        |
| 1.6 HDI 110 FAP | 1560      | 112 (82)/4000                   | 240/2000 260/2000 з овербустом | Р4                               | DOHC/16                                | 12,5                    | 173                          | 6,8/4,9/5,6                                    | 2010-2012        |
| 1.6 HDI 115 FAP | 1560      | 115 (84)/3600                   | 240/1500                       | Р4                               | DOHC/8                                 | 12,5                    | 172                          | 5,8/4,7/5,1                                    | з 2012           |
| * з 2010 з FAP  |           |                                 |                                |                                  |                                        |                         |                              |                                                |                  |

Двигуни 1,6 л з максимальною потужністю понад 100 к.с. (бензинові і дизельні) доступні тільки в пасажирських моделях.

### Безпека
За результатами краш-тесту проведеного в 2008 році за методикою Euro NCAP Citroën Berlingo отримав чотири зірки за безпеку. При цьому за захист пасажирів він отримав 27 балів, за захист дітей 39 балів, а за захист пішоходів 10 балів.
| Euro NCAP | Рейтинг   |
| --------- | --------- |
| Пасажири: | 4/5 зірок |
| Діти:     | 4/5 зірок |
| Пішоходи: | 2/4 зірки |

## Третє покоління (K9; 2018-наш час)
Третє покоління Citroën Berlingo представлене на Женевському автосалоні в березні 2018 року.
Автомобіль збудовано на платформі PSA EMP2, разом з новими Peugeot Rifter/Peugeot Partner, Opel Combo/Vauxhall Combo, Toyota Proace City, Fiat Doblo. Пасажирська версія фургона називається Multispace. Вперше для пасажирської і комерційної версії запроваджено різне оформлення передньої частини.
Berlingo запропонований в стандартній 4,4-метровій і подовженій 4,75-метровій версіях. Загальний об'єм вантажного відділення доведений до 4,0 кубометра.
Для Berlingo запропоновано бензиновий і дизельний двигуни різного ступеня форсування. 1.2-літровий бензиновий PureTech видає 110 або 130 к.с., а 1.5-літровий BlueHDi має потужність в 75, 100 або 130 к.с. Для бензинового 130-сильного мотора надано 8-ступінчастий «автомат» Aisin, для дизеля цієї ж потужності — 6-ступінчаста «механіка» або вказаний «автомат». Для інших двигунів покладена 5-ступінчаста «механіка». Привід — повний або передній.

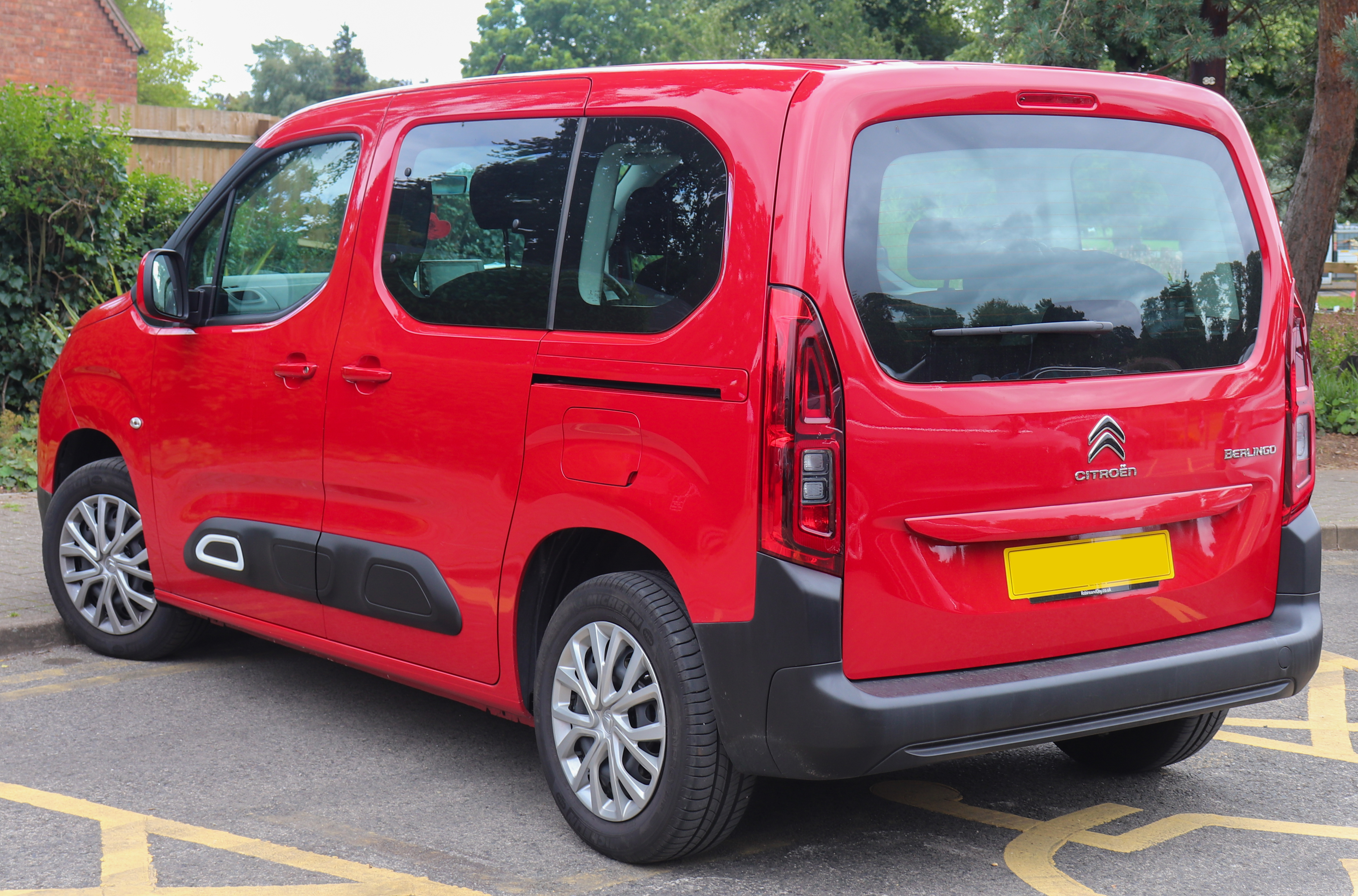
Пасажирська версія Citroën Berlingo III Multispace (2018-2024)
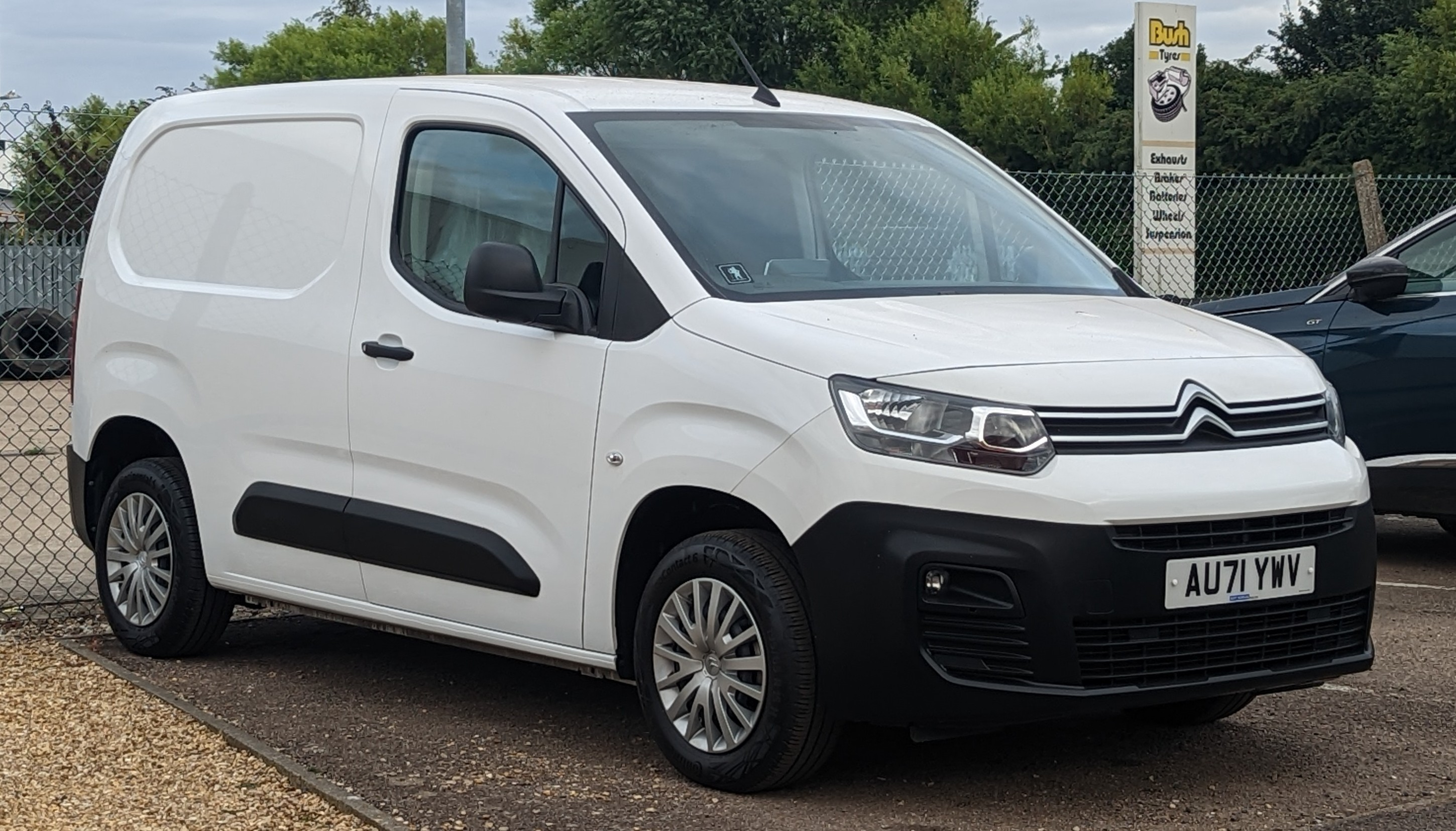
Комерційна версія Citroën Berlingo III (2018-2024)
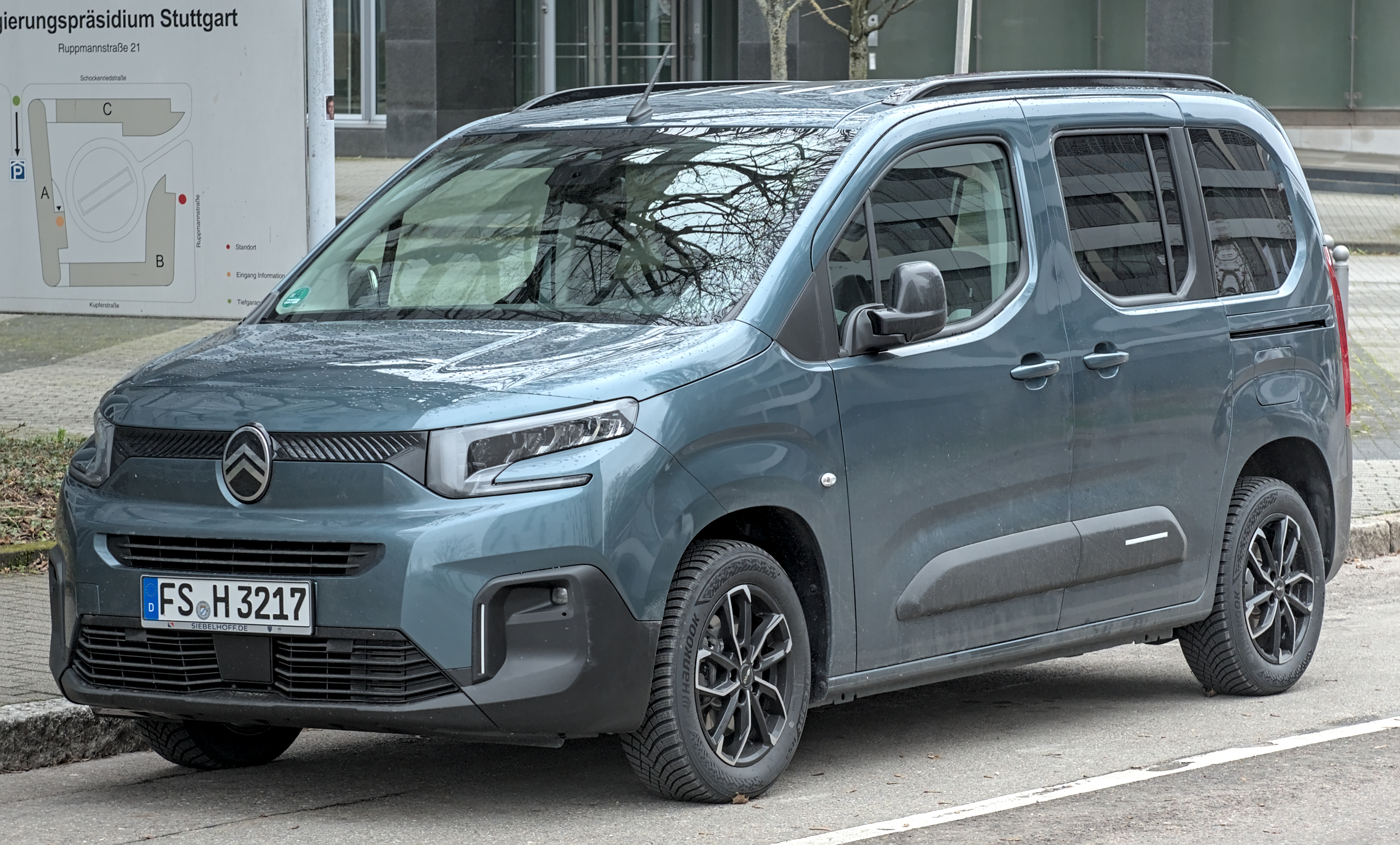
Citroën Berlingo III (з 2024)
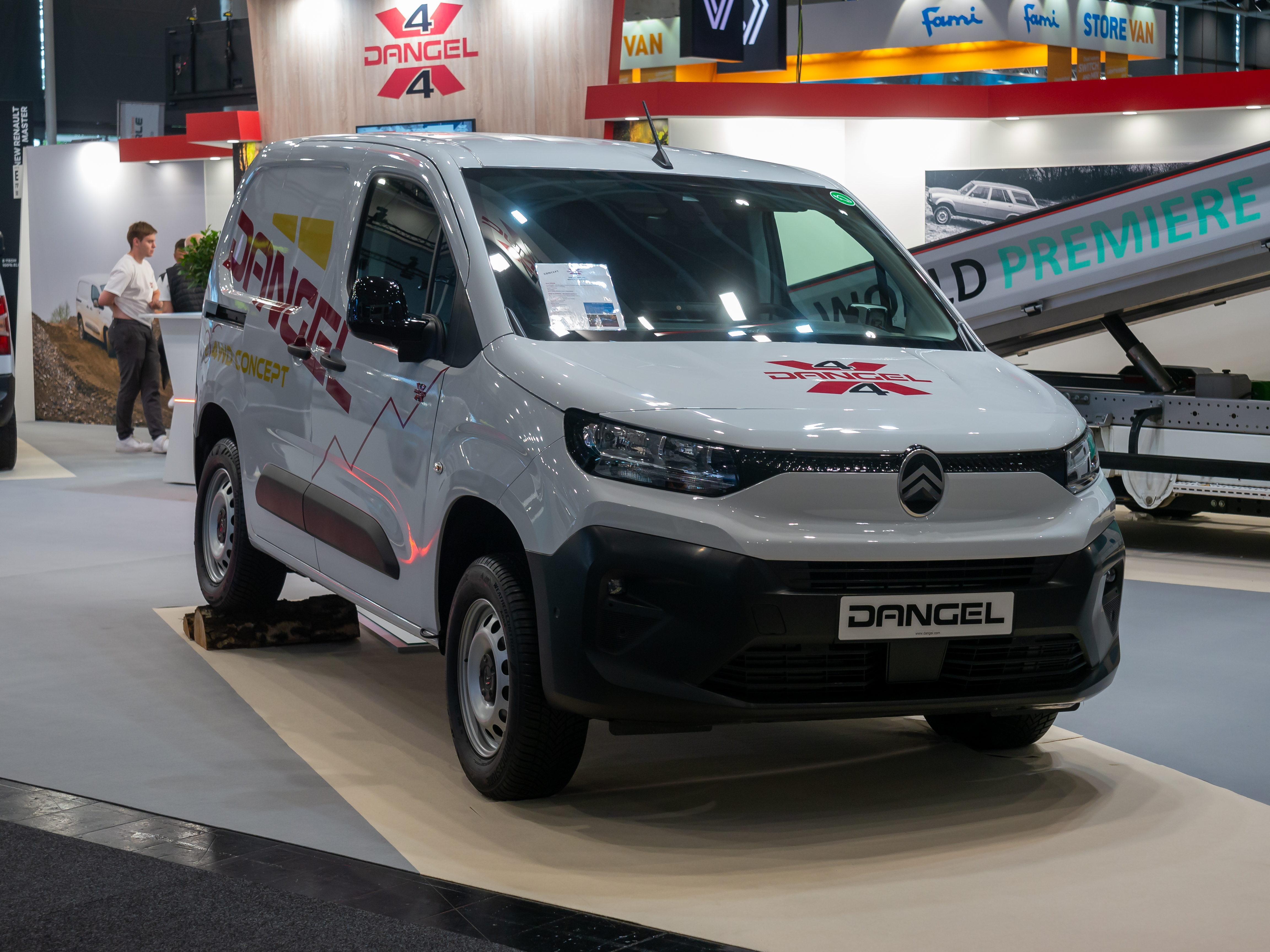
Комерційна версія Citroën Berlingo III (з 2024)
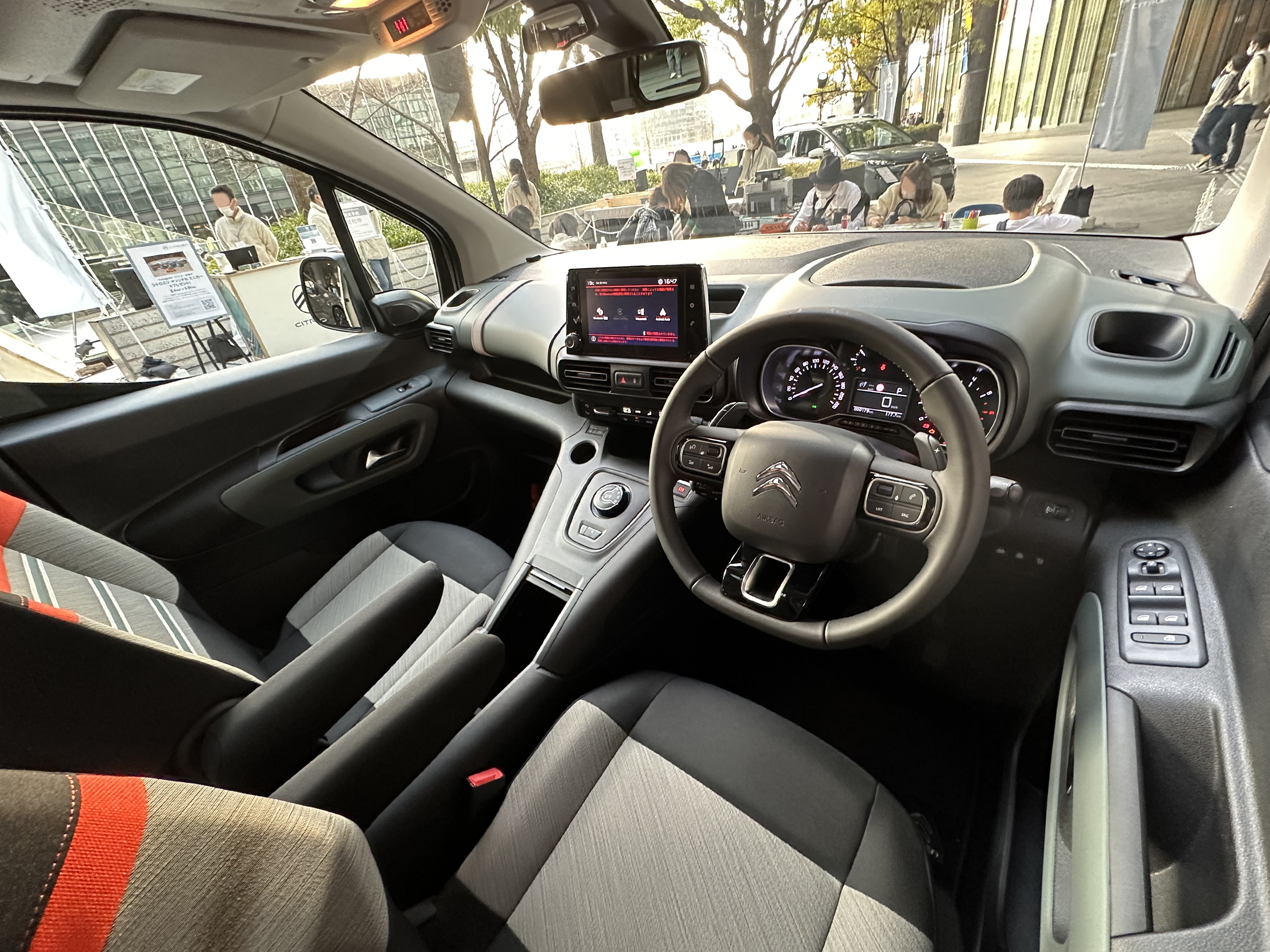

### Berlingo ІІІ Dangel 4Х4 Traction Control / Trek 2WD
Починаючи з січня 2018 року, CITROЁN підсилює свої позиції в сегменті спеціалізованих автомобілів, пропонуючи клієнтам повнопривідні версії Berlingo. Всі необхідні доопрацювання і установка системи повного приводу виконується у співпраці з Dangel — французькою компанією, яка є експертом в цій сфері з 25-річним досвідом роботи. Крім системи повного приводу 4x4 Dangel, допрацьовані автомобілі отримали захист двигуна і паливного бака, збільшений дорожній просвіт і диференціал підвищеного тертя для передньої осі. Доопрацюванням моделей займалися фахівці Citroen і Dangel. Citroen і Dangel пропонують клієнтам два основні варіанти оснащення автомобіля: «4Х4 Traction Control» (система повного приводу з блокуванням заднього диференціала) і «Trek 2WD» (передній привід з диференціалом підвищеного тертя).

### ë-Berlingo
ë-Berlingo оснащений тією ж трансмісією, що й більший ë-Jumpy, включаючи електричний тяговий двигун, який розвиває 136 к.с. (100 кВт) і 260 Нм крутного моменту, а також високовольтну літій-іонну батарею. потужністю 50 кВт-год. Це дає ë-Berlingo запас ходу 280 км за їздовим циклом WLTP. Стандартний бортовий зарядний пристрій має максимальну вхідну потужність 7,4 кВт (змінний струм); його можна оновити до 11 кВт (змінного струму) та 100 кВт (постійного струму).

### Двигуни

#### Бензинові
| Двигун           | Об'єм см³ | Потужність к.с. при об/хв | Крутний момент Нм при об/хв | Розміщення і кількість циліндрів | Клапанний механізм/ Кількість клапанів | Розгін (с) 0-100 км/год | Максимальна шидкість км/год | Витрата пального (л/100 км) місто/шосе/середня | Роки виробництва |
| ---------------- | --------- | ------------------------- | --------------------------- | -------------------------------- | -------------------------------------- | ----------------------- | --------------------------- | ---------------------------------------------- | ---------------- |
| 1.2 PureTech 110 | 1199      | 110/5500                  | 205/1500                    | I3                               | DOHC/12                                |                         |                             |                                                | з 2018           |
| 1.2 PureTech 130 | 1199      | 130/5500                  | 230/1750                    | I3                               | DOHC/12                                |                         |                             |                                                | з 2018           |

#### Дизельні
| Двигун          | Об'єм см³ | Потужність к.с. при об/хв | Крутний момент Нм при об/хв | Розміщення і кількість циліндрів | Клапанний механізм/ Кількість клапанів | Розгін (с) 0-100 км/год | Максимальна шидкість км/год | Витрата пального (л/100 км) місто/шосе/середня | Роки виробництва |
| --------------- | --------- | ------------------------- | --------------------------- | -------------------------------- | -------------------------------------- | ----------------------- | --------------------------- | ---------------------------------------------- | ---------------- |
| 1.5 BlueHdi 75  | 1499      | 75/3750                   | 240/1750                    | I4                               | DOHC/16                                |                         |                             |                                                | з 2018           |
| 1.5 BlueHdi 100 | 1499      | 100/3750                  | 260/1750                    | I4                               | DOHC/16                                |                         |                             |                                                | з 2018           |
| 1.5 BlueHdi 130 | 1499      | 130/3750                  | 300/1750                    | I4                               | DOHC/16                                |                         |                             |                                                | з 2018           |

## Продажі
| Рік  | Європа |
| ---- | ------ |
| 2010 | 75.515 |
| 2011 | 71.610 |
| 2012 | 59.191 |
| 2013 | 66.628 |
| 2014 | 76.634 |